# Constantinople
Pour l’article homonyme, voir Constantinople (ensemble musical).
Constantinople (en grec ancien : Κωνσταντινούπολις / Kônstantinoúpolis ; en grec moderne : Κωσταντινούπολη / Konstantinoúpolis ; en latin : Constantinopolis ; en turc ottoman : قسطنطينية (Kostantiniyye)) est, de sa fondation en 330 par Constantin Ier (empereur de 306 à 337), sur le site de l’ancienne Byzance, jusqu’à sa chute en 1453, la capitale de l'Empire romain d’Orient. Elle devient par la suite la capitale de l'Empire ottoman jusqu’en 1923, date à laquelle la fonction de capitale de la nouvelle république de Turquie fut transférée à la ville d'Ankara.  
En 1930, le nom Istanbul, déjà donné au cœur historique de la ville, devient le seul officiel. Istanbul est une dérivation turque du grec eis tên polin [prononciation is tin bolin] soit « dans la ville » en français, réponse que les habitants Grecs faisaient aux étrangers demandant où ils se trouvaient. Le patriarcat œcuménique de Constantinople, dernier vestige institutionnel de l’Empire byzantin, ainsi que la langue grecque (qui a nommé la ville au cours de son histoire) emploient encore l'appellation Constantinople. 
La ville compte plus de quinze millions d’habitants en 2020.

## Étymologie

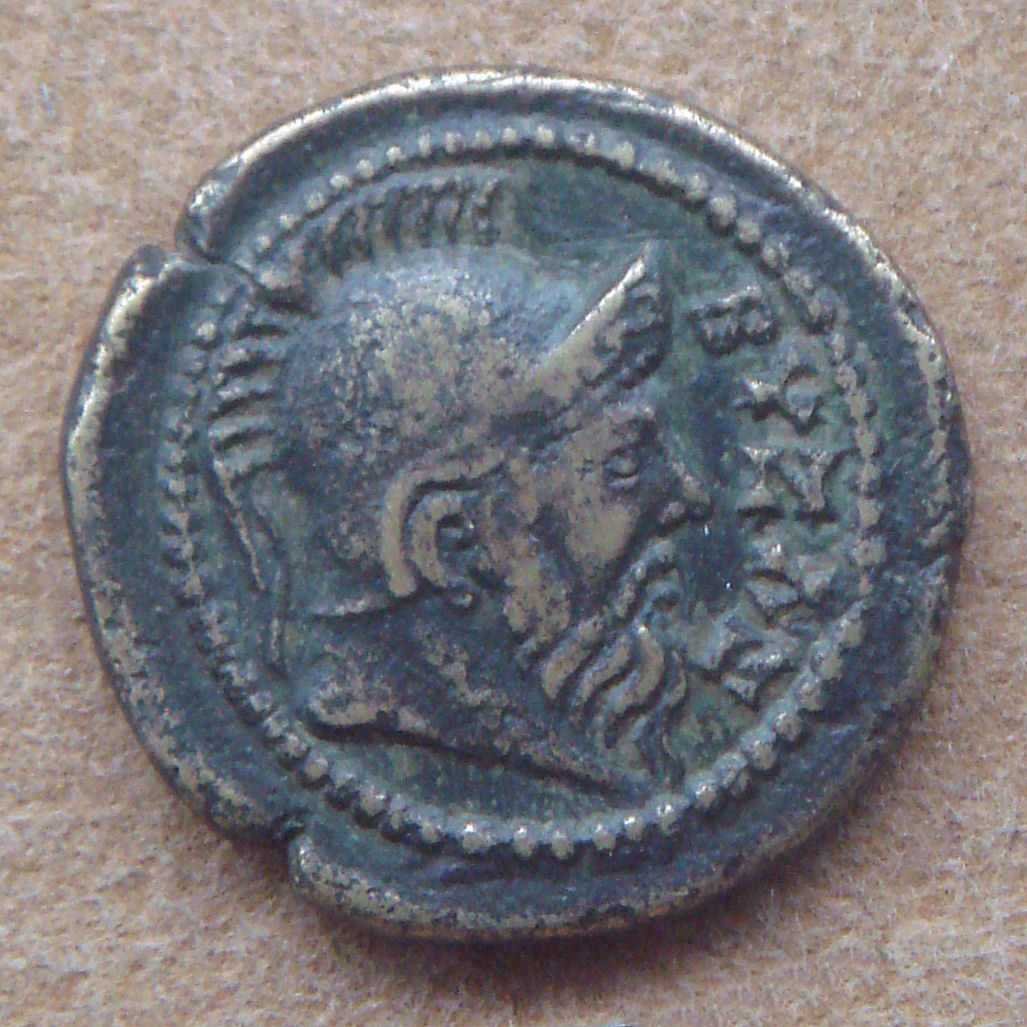
Pièce de monnaie du II ou III représentant Byzas.

Constantinople est bâtie sur le site de l’antique ville de Byzance dont la plupart des sources antiques attribuent la fondation légendaire à deux héros mythiques, Byzas, fils d’une nymphe ou d’un roi thrace, ainsi qu’un certain Antes,,.
Sur le plan linguistique, le nom de « Byzance » (en grec ancien : Βυζάντιον, Byzántion), vient soit du verbe grec buzō signifiant « resserrer » en référence au Bosphore, soit du mot thrace βυζή, buzē : « rivage »).
Selon Socrate de Constantinople, lorsqu’il inaugura officiellement sa nouvelle capitale, le 11 mai 330, Constantin Ier décida que la nouvelle ville porterait son nom et s’appellerait « Ville de Constantin » (en grec ancien : Κωνσταντινούπολις) en même temps qu’elle serait désignée officiellement sous le nom de « Nouvelle Rome » (en grec ancien : Νέα Ῥώμη),,. Au titre de ville la plus importante d’Europe du IVe siècle au XIIIe siècle et centre de culture et éducation du bassin méditerranéen, on lui donnait aussi le titre de Basileuousa (Reine des Villes) ou Mégalopolis (la Grande Ville) et les Constantinopolitains se référaient à elle dans le langage courant comme à « la » Ville (ἡ Πόλις). Les autres peuples afficheront la même déférence à son endroit. Les Varègues l’appelleront « Miklagarðr » (de mikill “grande” et garðr “ville »), les Arabes « Rūmiyyat al-Kubra » (la grande Cité des Romains) et les Slaves (Rus’s) « Tsargrad (Царьград) » ou « Carigrad », « la ville de l’empereur (césar) ».
Depuis la réforme de la langue et de l’écriture turque par Atatürk, la ville a pris en 1930 le nom d’Istanbul, venant de l’expression grecque « eis tin polin (εἰς τὴν πόλιν) », signifiant « dans » ou « (allant) à la ville », nom qui à l’origine ne désignait que la vieille ville (la péninsule historique).

## Géographie

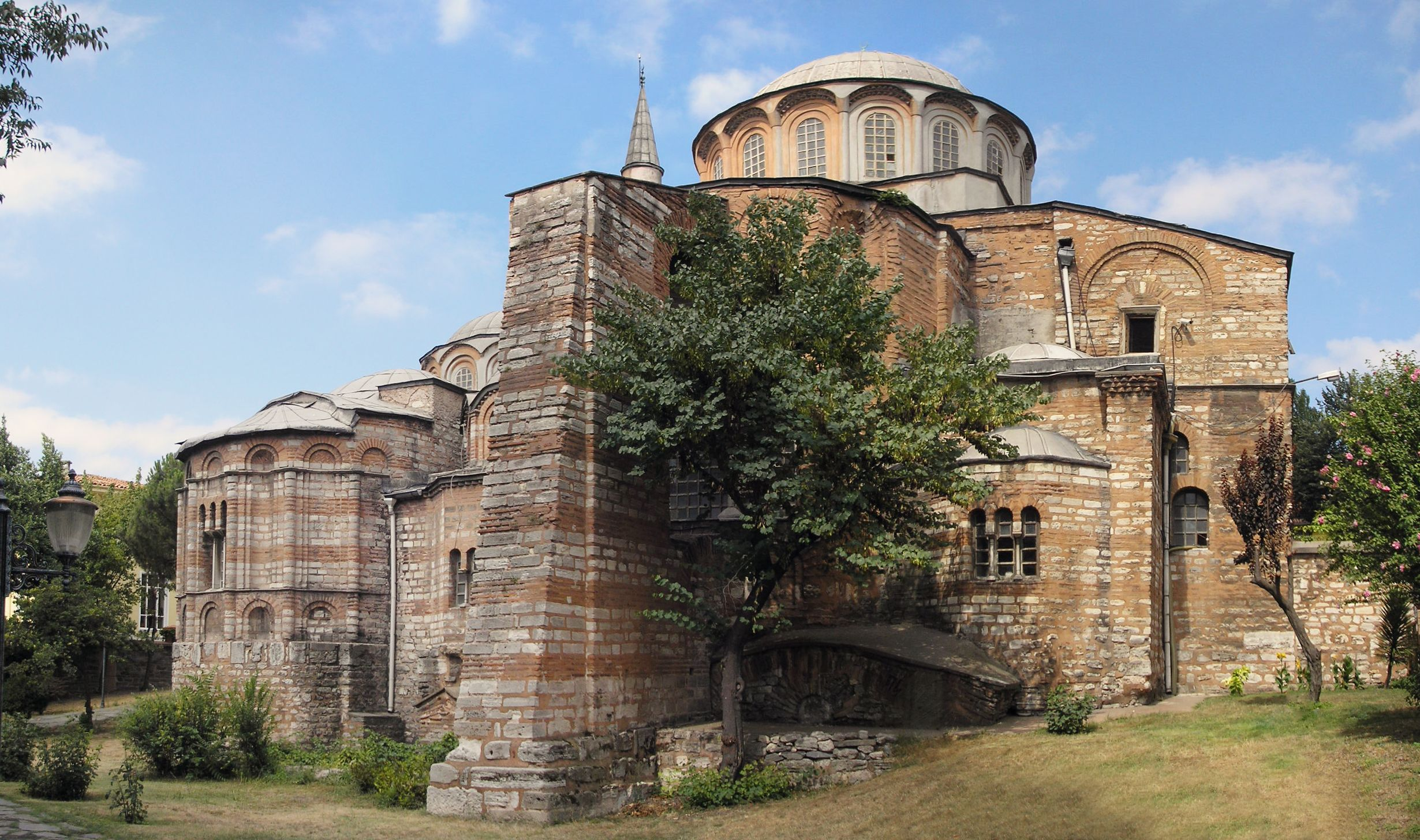
L’église Saint-Sauveur-in-Chora sur le flanc de la sixième colline.

Tout comme Rome, Constantinople fut bâtie sur sept collines, chacune surmontée d’un édifice religieux, église pendant la période byzantine, mosquée pendant la période ottomane.
La première colline, sur laquelle l’antique Byzance avait été fondée, commence à l’extrémité de la péninsule et fut appelée « Pointe du Palais » (aussi nommée « Seraglio (le Sérail) », de nos jours « Sarayburnu ») et couvre les quartiers impériaux byzantins et ottomans de la ville (Grand Palais de Constantinople, Hagia Sophia, hippodrome de Constantinople, mosquée du sultan Ahmet ou mosquée bleue, palais de Topkapi).
La deuxième colline est séparée de la première par une vallée relativement profonde qui s’étend de Babiali à Eminönü. On y trouve la Citerne-basilique (Yerebatan Sarnıcı), la colonne de Constantin, le Grand Bazar et la mosquée Nuruosmaniye (qui devait originellement coiffer la deuxième colline).
La troisième colline à l’ouest de la deuxième voit descendre ses pentes rapidement vers la Corne d'Or sur le versant nord, plus lentement au sud vers la mer de Marmara. On y trouvait l’église de Sainte-Euphémie, le forum de Théodose, l’Amastrianum, la mosquée Bayezid II, la mosquée Süleymaniye. De nos jours, elle est occupée en partie par l’Université d’Istanbul.
La quatrième colline, encore plus à l’ouest, jouxte le mur de Constantin. Ses pentes descendent abruptement vers la Corne d’Or au nord et le quartier Aksaray au sud. À son sommet était bâtie l’église des Saints-Apôtres remplacée par la mosquée Fatih. On y trouvait également le monastère du Christ Pantépoptès, aujourd’hui mosquée Eski İmaret.
La cinquième et la sixième colline (les plus hautes des sept à soixante-dix mètres au-dessus du niveau de la mer) étaient situées entre le mur de Constantin et le mur de Théodose. Elles sont séparées par une vallée qui se dirige vers la Corne d’Or. On y trouvait le palais des Blachernes, les citernes d’Aspar et d’Aetius, ainsi que de nombreuses églises comme celles de Sainte-Marie-des-Mongols et du Saint-Sauveur-in-Chora.
La septième colline, connue par les Byzantins sous le nom de Xērolophos (« colline sèche »), s’étendait d’Aksaray aux murs de Théodose et à la mer de Marmara. C’est une large colline à triple sommet formant triangle : Topkapi, Aksaray et Yedikule. Elle correspond à l’actuel quartier de Kocamustafapasa,.
Ce fut probablement sa position stratégique qui fit préférer Constantinople à Nicomédie où s’était installé Dioclétien. Non seulement elle commandait l’accès à la mer Noire, mais elle était située à la jonction de deux importantes routes militaires : la Via Egnatia venant de Rome à l’ouest et la route reliant Chalcédoine à Ancyre (l’actuelle Ankara) passant par Nicomédie. Toutefois, elle avait également des inconvénients notoires : côté terre son accès n’était défendu par aucune barrière naturelle, ce qui constituera une menace permanente au cours des siècles; de plus la présence de vents dominants du nord en été gênait la navigation des Dardanelles vers la mer Noire,.

## Histoire de la ville

### De la fondation à l'époque justinienne

Plan du quartier historique de Constantinople.

Ville relativement modeste de Thrace, Byzance avait vu ses murailles rasées en 195/196 par Septime Sévère (r. 193-211) pour la punir d’avoir pris le parti de Pescennius Niger dans la guerre civile de 193 à 197. Mais convaincu par son fils, Caracalla (r. 211-217), de pardonner à la cité en raison de son importance stratégique, il les fit reconstruire au début du siècle suivant. La ville comptait alors près de 20 000 habitants, avait un périmètre d’environ 5 km, était alimentée en eau par un aqueduc (celui de Valens encore existant) et possédait deux ports fortifiés sur la Corne d’Or,.
Depuis le IIIe siècle, Rome avait définitivement perdu son rôle de capitale et de résidence impériale. La tétrarchie instituée par Dioclétien (r. 284-305) pour mieux faire face aux envahisseurs avait multiplié les capitales. Mais à la différence de ses prédécesseurs, Constantin Ier (r. 306-337), devenu seul empereur, voulut se doter d’une capitale unique et permanente. Dès 324, l’empereur établit le plan de cette nouvelle ville, lui donnant une superficie de trois à quatre fois supérieure à celle de l'ancienne Byzance,. Si la menue rivière Lykos n’égalait pas le Tibre, la Nouvelle Rome imitait en tout l’ancienne. Également bâtie sur sept collines, elle comptait aussi quatorze régions urbaines et était dotée d’un Capitole, d’un Forum, d’un Sénat, d’un hippodrome, de magasins, d’aqueducs, de citernes, d’eau courante et d’égouts. Dans les premiers temps, les sanctuaires païens (comme celui de la triade capitoline) côtoyaient les temples chrétiens (comme Sainte-Irène) et certains monuments, comme la colonne de Constantin, eurent un caractère syncrétique évident. Mais très vite, la ville adopta un caractère presque exclusivement chrétien,.
Inaugurée officiellement le 11 mai 330, Constantinople devint en quelques décennies une des plus grandes cités de l'Orient romain grâce à son rôle politique, à ses activités économiques et aux constructions impériales. Située hors des zones de conflit, Constantinople vit sa population rapidement augmenter et comptait déjà sous le règne de Constantin quelque 80 000 habitants. La ville s'agrandit ensuite vers l'ouest. L'enceinte d'origine entourant 700 hectares ne suffisant plus, Théodose II l'entoura de nouveaux remparts entre 412 et 414, doublant ainsi la superficie de la ville. L’avenue principale, la Mesē, se borda le long de son parcours de portiques à l’instar des forums de Rome.
Le 27 janvier 447, un tremblement de terre provoqua une famine importante et endommagea une grande partie de la muraille théodosienne, dont cinquante-sept tours furent détruites. Cette catastrophe survenait à un moment critique, car l'armée d'Attila se dirigeait vers la ville. La population se mobilisa et les murailles furent reconstruites en deux mois. Les Huns, peu doués pour la guerre de siège, abandonnèrent leurs tentatives de conquête.
Sur le plan religieux, l’administration de l’Église avait adopté les mêmes divisions territoriales que l’empire et il était fréquent que les autorités impériales s’adressent à elle pour des tâches administratives. Le concile de Chalcédoine de 451, dans son vingt-huitième canon, donna à la ville de Constantinople le titre de « Nouvelle Rome », ce qui faisait de son évêque, le patriarche de Constantinople, le second personnage de l'Église. Constantinople était dès lors tant la capitale politique que religieuse de l’Empire d’Orient.

Les conquêtes de Justinien Ier : l’Empire en 557.

En 532, sous le règne de Justinien, éclata la sédition Nika, qui faillit renverser l'empereur et causa de terribles dommages à la ville. Au cours de plusieurs journées de troubles, les émeutiers mirent le feu à des bâtiments publics. L'incendie se propagea et ravagea des quartiers entiers. L'église Sainte-Sophie (Hagia Sophia) elle-même fut détruite. Après avoir écrasé la rébellion, Justinien Ier (r. 527-565) s'attela à la reconstruction de la ville. Non seulement Sainte-Sophie, mais également le quartier du palais furent reconstruits avec plus de luxe qu’auparavant. Au milieu de place de l'Augusteon, il fit remplacer la statue équestre de Théodose II par la sienne. Il veilla non seulement à afficher sa propre gloire, mais également celle de Dieu, en construisant trente-trois nouvelles églises. Pour que l'approvisionnement de la ville en eau soit assuré, il fit également construire l'immense Citerne Basilique. La fin de son règne fut cependant assombrie par une terrible épidémie de peste (541-544), qui emporta près de la moitié de la population de Constantinople.

### De Justinien à la prise de la ville par les croisés
Constantinople se voulait la capitale d'un empire « universel ». Cette prétention fut battue en brèche après le règne de Justinien, tant à l'ouest par les Avars et les Slaves qui occupèrent les Balkans qu'à l'est par l'Empire perse. Le 29 juin 626, sous le règne d'Héraclius (r. 610-641), une armée d'Avars vint mettre le siège devant les murailles de Théodose, alors que les Perses campaient sur la rive opposée du Bosphore. Les assauts des Avars furent vains et, découragés, ils levèrent le siège. Peu de temps après, les Perses furent écrasés.
Au moment où l'on pouvait penser que l'Empire avait surmonté les pires épreuves, il dut faire face à une menace inattendue : l'invasion des Arabes unis sous la bannière de l'Islam. En l'espace de quelques années, il fut dépouillé de ses provinces les plus riches. La vague musulmane vint pourtant elle aussi se briser au pied des murailles de Constantinople. En 673, la flotte du calife ommeyade attaqua la ville mais dut se replier devant la résistance byzantine après un siège de cinq années. La flotte byzantine, très organisée et héritière des tactiques navales antiques, était fort renommée à cette époque : les Byzantins sont considérés comme les inventeurs du feu grégeois (mélange de poix et de poudre inflammable que l'on projetait sur les navires ennemis). Sous le règne de l'empereur Léon III l'Isaurien (r. 717-741), les Arabes firent une dernière tentative pour s'emparer de la capitale byzantine. Le siège de Constantinople dura un an (15 août 717 – 15 août 718). Malgré les moyens mis en œuvre, ce fut un cuisant échec : l'armée des assiégeants fut décimée par la peste et la famine, tandis que le feu grégeois causait des ravages dans leur flotte de 1 800 navires. Leur retraite finale marqua la limite de l'expansion arabe dans cette région.
Après un violent séisme, le 9 février 790, qui dévasta également la Thrace, Constantinople et son empire connurent une longue période de prospérité sous la dynastie macédonienne (867-1057) grâce au commerce Europe-Asie (Constantinople était le terminus occidental de la route de la soie) et à l’expansion des frontières de l’empire.

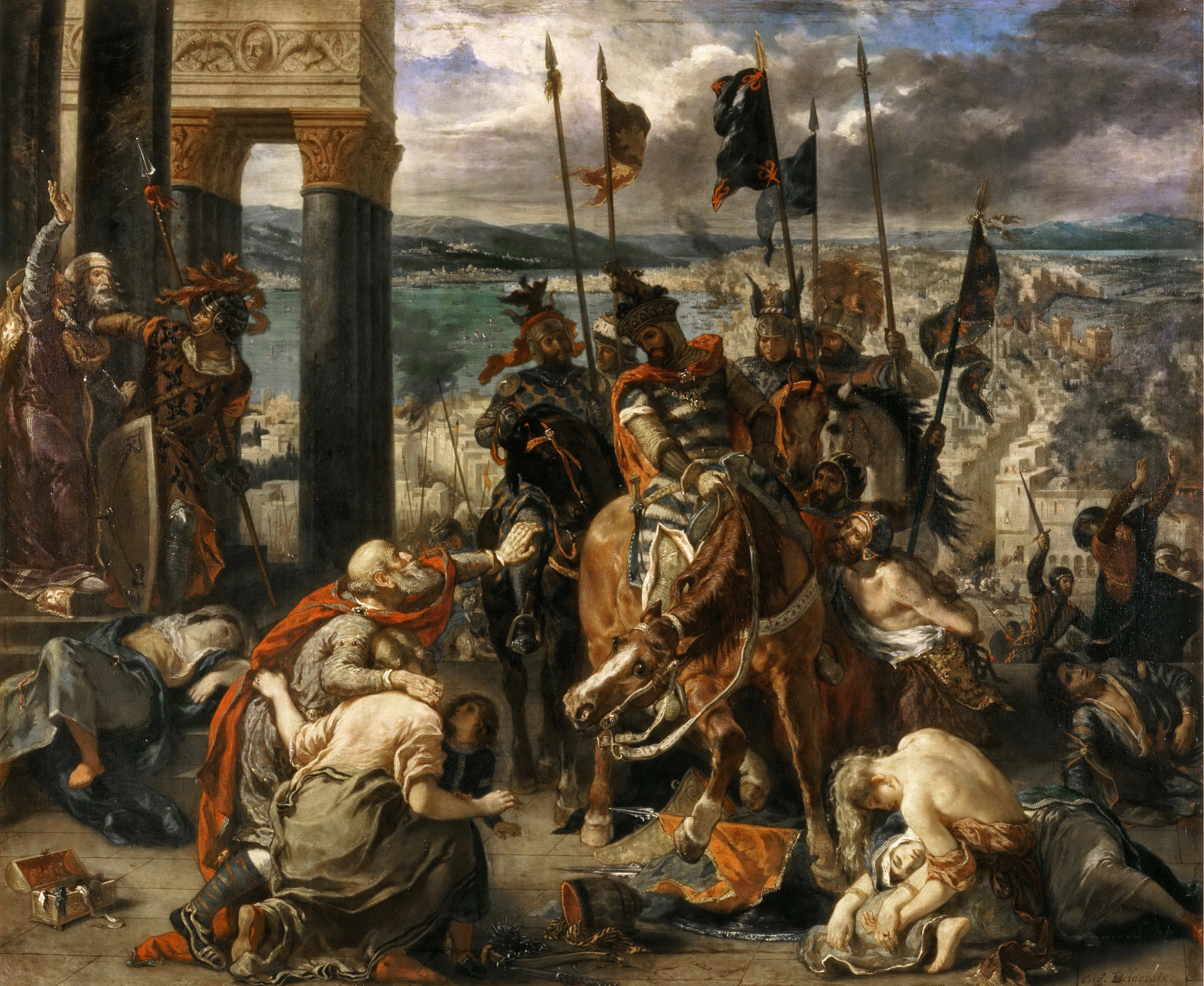
Entrée des Croisés à Constantinople (1096)
Eugène Delacroix, 1840
Musée du Louvre, Paris

Suivit alors une période difficile tant sur le plan intérieur qu’extérieur alors que l’empire était assiégé sur tous les fronts,. Seul l’avènement d’Alexis Ier Comnène (r. 1081-1118) put remettre de l’ordre et permettre la reprise de la prospérité,. Cette période prit fin en 1204, lorsque la quatrième croisade fut détournée vers Constantinople. Le sac de Constantinople par les croisés dépouilla la ville des richesses accumulées au cours des siècles. Le « début de la fin » pour la civilisation gréco-romaine et chrétienne orthodoxe de l'Empire, vint donc non des musulmans, mais des chrétiens d'Occident. La ville et l'empire perdirent définitivement leurs ressources commerciales au profit des Vénitiens et des Génois, pendant que l’empire ne survivait qu'à travers trois États successeurs : le despotat d'Épire, l'empire de Nicée et l'empire de Trébizonde,.

### 1204-1453: de l'Empire latin de Constantinople à la prise de la ville par les Ottomans

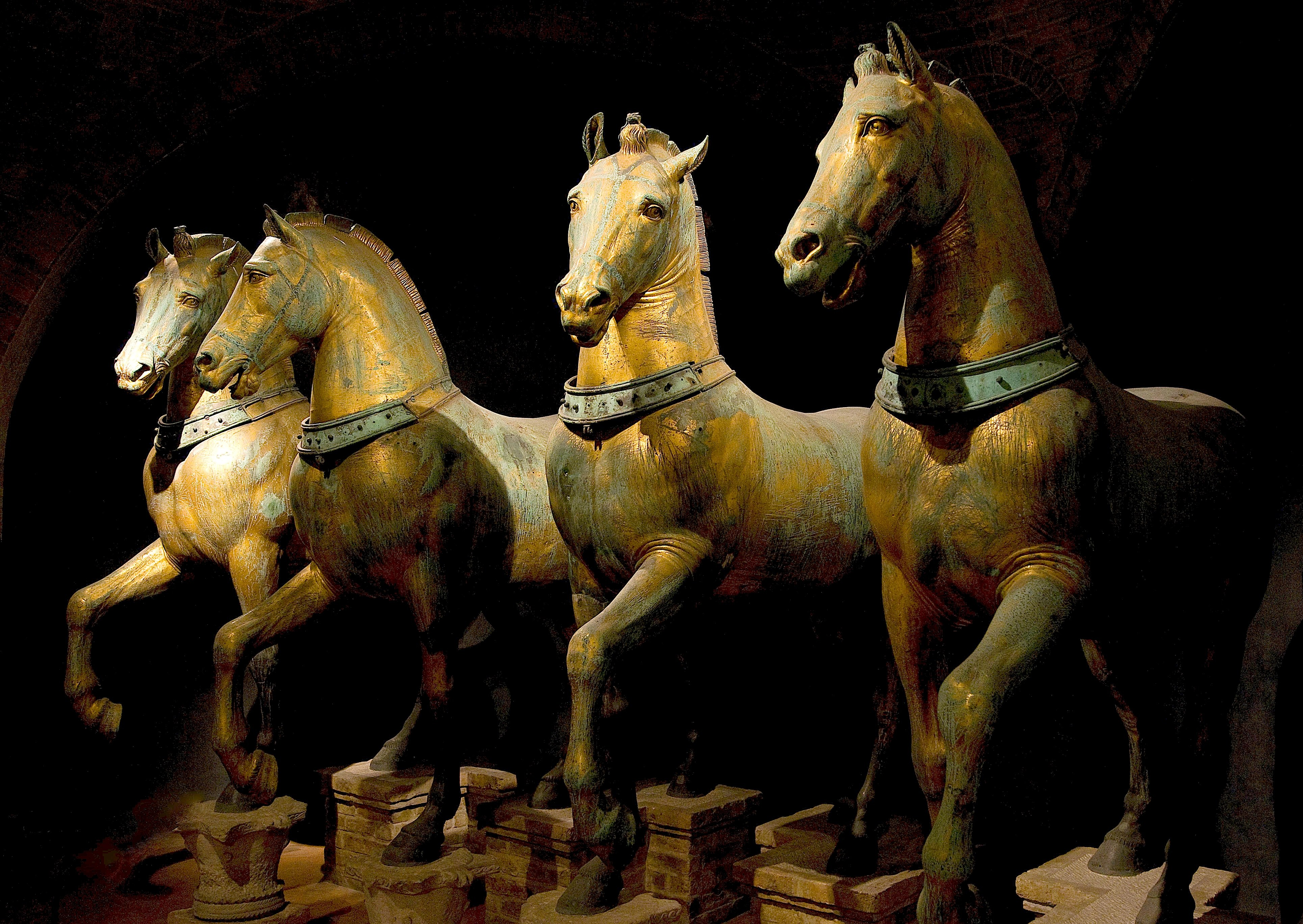
Les chevaux de Saint-Marc : un quadrige ornant l'hippodrome de Constantinople, pillé par les Vénitiens en 1204.

En 1204, après la chute de la ville aux mains des croisés, Constantinople devenait la capitale d’un éphémère Empire latin d'Orient, qui ne devait perdurer qu'un demi-siècle, jusqu'en 1261. Cette année-là, les forces nicéennes conduites par Michel VIII Paléologue (r. 1261-1282) reprirent la ville et restaurèrent l'empire.
Mais celle-ci, pillée de ses richesses, vidée de ses habitants et aux trois quarts en ruines, peina à se reconstruire. En 1261, comme le palais des Blachernes, dont les empereurs latins avaient fait leur résidence, était dans un état lamentable Michel VIII s'installa dans le Grand Palais, lui-même pourtant fort délabré. La grande cité, négligée pendant 60 ans, n'était plus constituée que de villages séparés par des espaces agricoles. En 1437, l'espagnol Pedro Tafur parle ainsi d'une population clairsemée et misérable. Au milieu du XIVe siècle, le voyageur Ibn Battûta dénombre treize bourgades différentes à l'intérieur de l'enceinte de la ville, hameaux ou quartier dont l'historien Steven Runciman précise qu'ils étaient souvent bordés d'un mur ou d'une palissade.
En outre, de plus en plus endettés vis-à-vis des Génois et des Vénitiens, les empereurs avaient concédé à ces derniers des privilèges exorbitants. Après avoir expulsé les Génois qui avaient soutenu Manfred Ier de Sicile lors de sa tentative pour s'emparer de la ville en 1264, Michel VIII renoua avec eux en 1267 et leur céda Galata,. Au milieu du XIVe siècle, Constantinople était à la merci des Génois dont elle dépendait pour ses approvisionnements en provenance de la mer Noire. Pour restaurer les finances impériales, Jean VI (r. 1347-1354) diminua les droits de douane prélevés à Constantinople pour y attirer les navires étrangers, aux dépens de Galata. En août 1348, les Génois réagirent en brûlant la flotte byzantine. Entre 1345 et 1355, la ville fut décimée par la peste noire qui sévit alors en Europe.

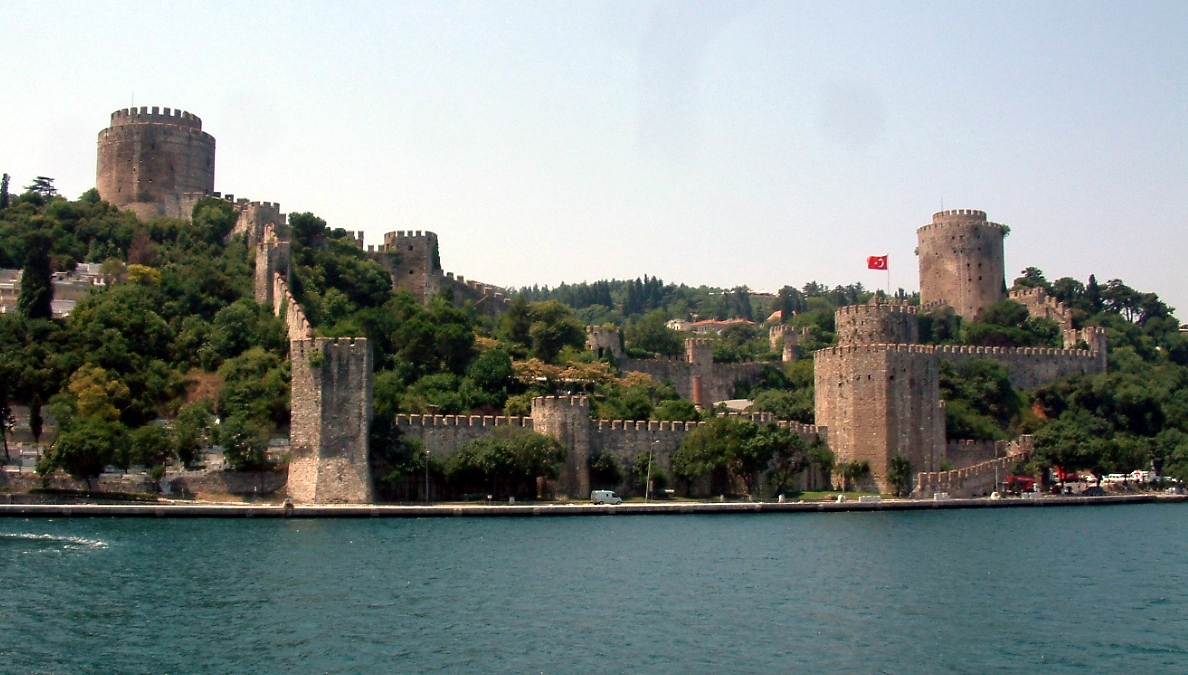
La forteresse de Roumélie (Rumeli Hisarı).

En 1355, les Turcs ottomans, qui s’étaient déjà emparés de la totalité de l'Asie Mineure, étaient passés en Europe capturant en quarante ans la péninsule des Balkans : Constantinople fut encerclée et l'empire fut réduit à sa capitale, à Mistra et à quelques îles de la mer Égée. En 1391, le sultan Bajazet Ier (r. 1389-1402) mit le siège devant Constantinople,. Il devait durer huit ans. En 1396, la pression sur la ville se relâcha quelque peu, lorsqu'une croisade organisée par le roi Sigismond de Hongrie obligea le sultan à détourner ses forces. La défaite des croisés à la bataille de Nicopolis sonna le glas des espoirs des Byzantins. Comme les murs de la ville la protégeaient toujours efficacement, les Turcs resserrèrent le blocus en construisant la forteresse d'Anadolu Hisar sur le Bosphore.

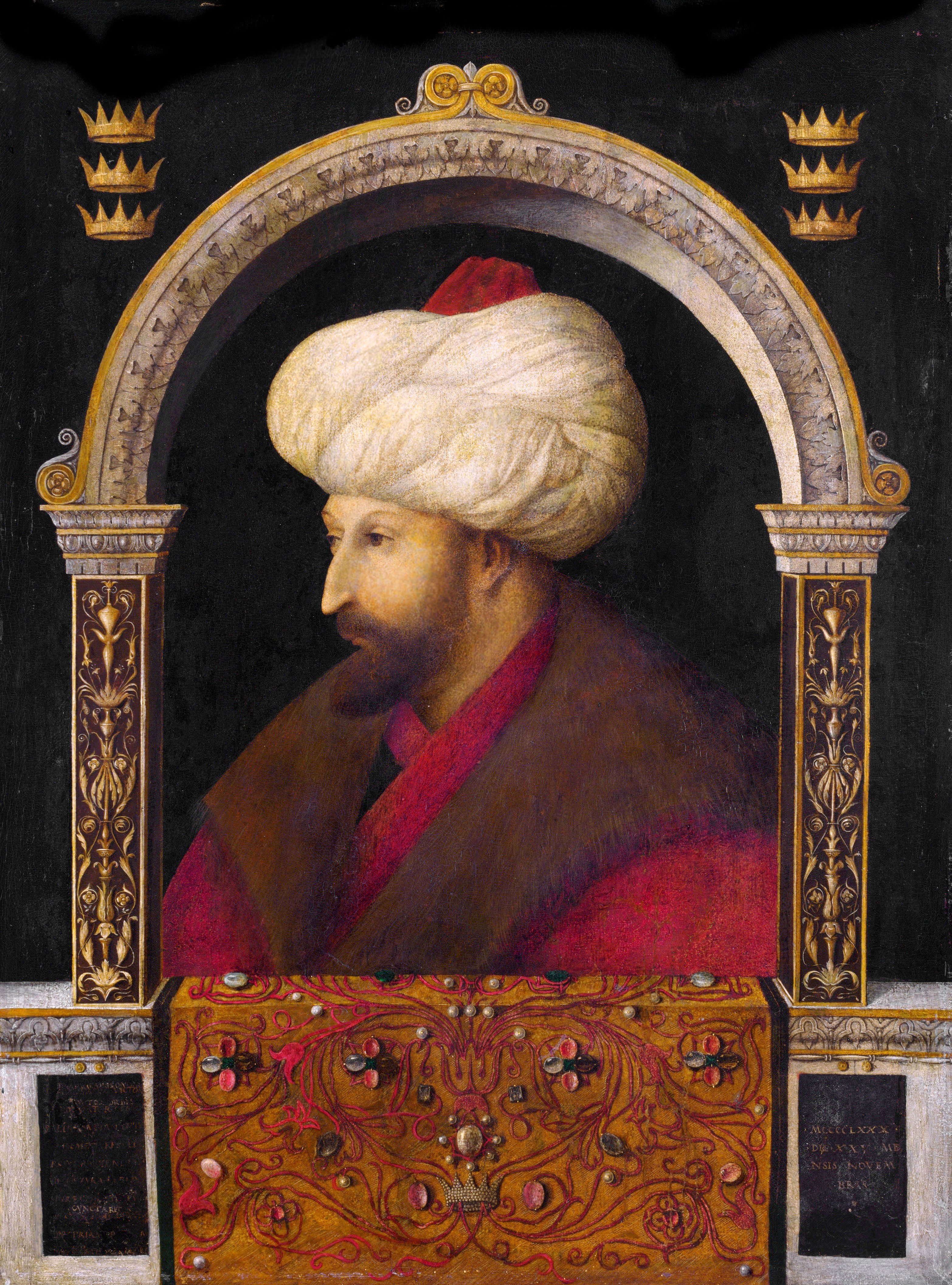
Portrait de Mehmet II par Gentile Bellini (Musée Victoria et Albert de Londres).

C'est d'Orient que devait venir le salut provisoire de Constantinople. En 1402, le sultan Bajazet, vaincu, fut fait prisonnier par le Turco-Mongol Tamerlan lors de la bataille d'Ankara. Les Ottomans, durablement affaiblis, levèrent alors le siège de Constantinople. La lutte pour le pouvoir entre les fils de Bajazet offrit quelques années de répit aux Byzantins. Le vainqueur, Mehmed Ier (r. 1413-1421), entretint des relations cordiales avec l'empereur Manuel II (r. 1391 à 1425),. Toutefois, son successeur, Mourad II (r. 1421-1444), reprit le siège de Constantinople en 1422, mais dut rapidement renoncer à son projet de conquête pour réprimer la révolte d'un de ses frères. L'alerte avait été d'importance et, en 1439, l'empereur Jean VIII (r. 1425-1448) ne voyait plus de salut pour la ville qu'en acceptant l'Union des Églises en échange de l'appui des souverains d'Occident. Le pape Eugène IV organisa alors une croisade pour stopper l'avance turque dans les Balkans mais l'éclatante victoire des Ottomans sur les croisés à la bataille de Varna en 1444 scella le destin de Constantinople.
Le jeune Mehmed II (r. 1444-1446 ; 1451-1481), qui devint sultan en 1451, décida de s’affirmer face à son entourage en s’emparant de la ville jamais vaincue. Lorsqu'il mit en chantier sur le Bosphore la forteresse de Roumeli Hissar en face d'Anadolu Hissar, l'empereur Constantin XI (r. 1448-1453) se prépara à soutenir un long siège. Il ne reçut que de maigres renforts occidentaux de ses créanciers génois et vénitiens. Constantinople n’était plus peuplée que de 45 000 à 50 000 habitants et sa population vivait dans la misère. Ses murailles étaient certes solides, mais les défenseurs étaient trop peu nombreux pour les tenir. Soumise à d'intenses bombardements, la ville fut emportée d'assaut le 29 mai 1453 par les forces ottomanes. Le dernier empereur romain Constantin XI Paléologue mourut sur les remparts en défendant sa ville.

### La capitale de l'Empire ottoman

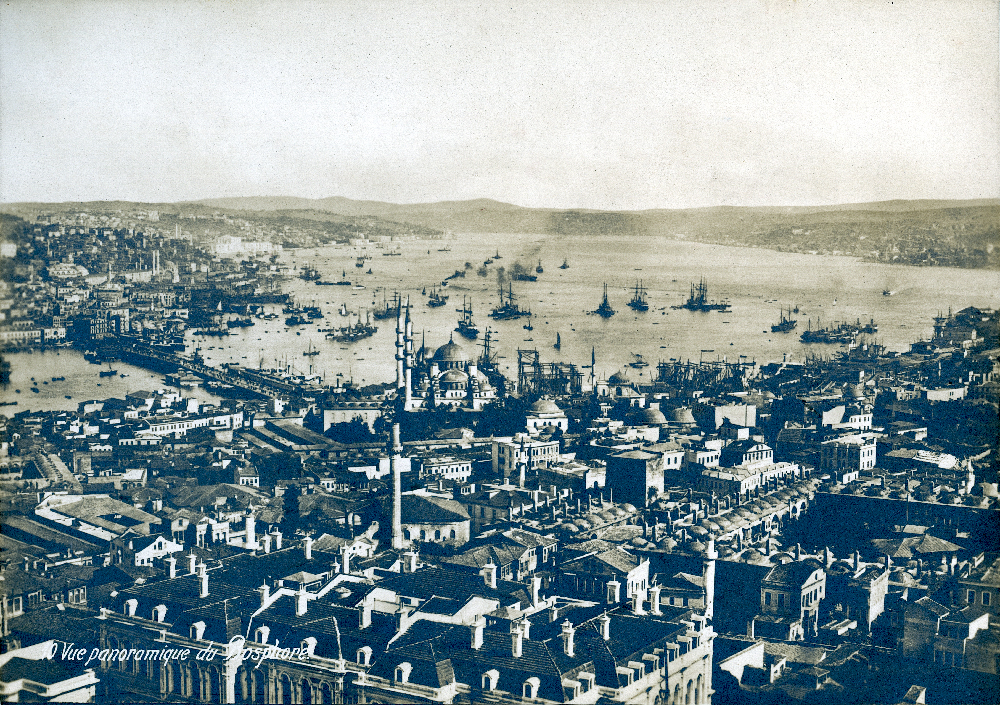
Vue panoramique sur le Bosphore en 1870 – Sebah&Joaillier.

Les Ottomans repeuplèrent la ville de Turcs. Les Roumis — forme turque du mot Rômaioi (Romains) par lequel les Byzantins se désignaient eux-mêmes —, furent regroupés au sein du « milliyet de Rum » (communauté des chrétiens orthodoxes, sous l'obédience du patriarche orthodoxe) dans le quartier nord, le Phanar, d'où leur surnom de Phanariotes). Les sultans à leur tour embellirent la ville dont ils restaurèrent notamment les citernes et les édifices publics. De nombreuses églises byzantines furent converties en mosquées. La ville redevint une des métropoles du monde, avec une population au XVIe siècle que les auteurs modernes estiment à environ 700 000 habitants. En 1927, le Grand-Istanbul comptait 694 292 habitants, 1 035 202 en 1950.
À la fin de la Première Guerre mondiale en 1918, les forces alliées s’emparèrent de Constantinople qu’ils divisèrent en zones comme elles devaient le faire à Berlin à l’issue de la Seconde Guerre mondiale. Les Français s’installèrent dans la ville au sud de la Corne d’Or, les Anglais à Galata et à Péra, les Italiens à Uskadar et un petit contingent grec au Phanar. De 1918 à 1924, Constantinople fut la scène d’un double combat, le premier entre l’Empire ottoman, la Grèce et les Alliés, le second entre la dynastie ottomane et son peuple. Avec le départ du sultan Mehmed VI (r. 1919-1922), la dynastie perdit toute crédibilité alors qu’un nouveau gouvernement turc s’installait à Ankara qui devint la capitale de la nouvelle république de Turquie le 13 octobre 1923. Mais Constantinople (renommée en 1930 Istanbul par le régime d'Atatürk) continua à se développer; un pont colossal fut construit sur le Bosphore, puis un second. Sur les quelque 14 millions d'habitants de l'agglomération, désormais à cheval sur l'Europe et l'Asie, il reste moins de 3 000 Roumis d'origine ; le patriarcat œcuménique de Constantinople demeure cependant installé au Phanar, dernier vestige de l'Empire byzantin.

## Administration

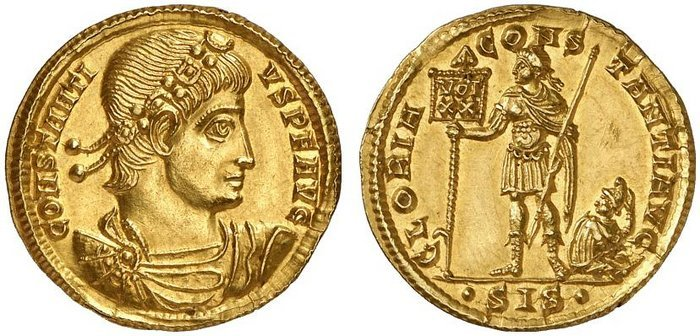
Solidus de Constance II qui donna à Constantinople son régime administratif.

Du fait de son rôle de capitale de l’empire et de résidence de l’empereur, Constantinople jouissait d’un statut administratif particulier et d’institutions spéciales lui conférant les mêmes privilèges civils et financiers que ceux de Rome avant elle.
Administrée au départ par un archonte, titre des anciens magistrats de Byzance, la ville verra son administration fixée par Constance (r. 337-361) qui remplacera l’archonte par un Praefectus urbi en 339 sur le modèle de Rome. La ville à l’intérieur du mur de Théodose sera divisée en quatorze « régions », chacune dirigée par un « curateur », des « collegiatos » qui avaient la responsabilité d’intervenir en cas d’incendies et de dirigeants de quartiers (vicomagistri) dont la fonction était d’assurer la paix et la sécurité la nuit.
La fonction de Préfet de la Ville ou en grec Éparque (ἔπαρχος, ou ὁ ἔπαρχος τῆς πόλεως [éparque de la ville]) apparaît pour la première fois avec la nomination d’Honoratus en 359. Premier magistrat de la capitale, ses fonctions et son importance varieront au cours des siècles. Il cumulera des fonctions juridiques, policières et commerciales, distinctes de nos jours, mais qui s’entremêlaient à l’époque puisque, responsable de l’approvisionnement et du commerce de la ville, il devra veiller à l’honnêteté des transactions (poids et mesures) et punir les contrevenants. Son bureau est également le plus imposant de l’administration.
Deuxième personnage après l’empereur dans Constantinople, il était le juge suprême dans la capitale et la région. À ce titre, il rendait la justice civile et pénale ayant sous ses ordres le logothète du prétoire, chargé des prisons, et était aidé dans cette tâche par des juges, vraisemblablement un par région. Les policiers de la cité, les taxiōtai (ταξιῶται), étaient placés sous son autorité et la prison de la ville était située dans les caves de sa résidence officielle, le praitōrion, devant le forum de Constantin.
Ses autres attributions concernaient les corps de métier dont un certain nombre sont mentionnés dans Le Livre de l’Éparque. Responsable de l’approvisionnement de la cité, il surveillait les gildes dont le bon fonctionnement était essentiel à l’État. Ainsi les boullôtai, officiers qui avaient pour fonction d’apposer la bulle-certificat sur les marchandises comme les soieries relevaient de lui ainsi que les notaires. À ce titre, il contrôlait également l’assiette de l’impôt. Enfin, il était responsable de la nomination des professeurs de l’Université de Constantinople.
L’étendue de ses fonctions diminuera à l’époque des Comnènes et après 1204, celles-ci seront divisées entre plusieurs services. Résultat de la perte de puissance économique de l’empire, le préfet ne s’occupera pratiquement plus de la production et du commerce de la ville et deviendra simple instrument politique de l’empereur lors des guerres civiles qui marqueront les dernières décennies de l’empire. Ainsi Alexis Apokaukos qui défendait les droits de Jean V (r. 1341-1391) n’hésitera pas à faire appréhender et jeter en prison les partisans de Jean Cantacuzène (r. 1347-1354). Il demeurait ainsi un personnage puissant, mais son rôle ne concernait plus l’administration de la ville.

## Économie

### La population
À partir de 360, la croissance urbaine prend un essor considérable dont témoigne la construction de ports sur la mer de Marmara pour pallier les insuffisances du Neorion et du Prosphorion sur la Corne d’Or ainsi que le début de vastes travaux d’adduction d’eau. À partir de 380 et du règne de Théodose Ier (r. 379-395), Constantinople devient la résidence permanente de l’empereur en même temps que se développe la construction d’édifices publics et religieux de toutes sortes. D’après la Notitia Urbis Constantinopolitanae, vers 425, la ville comptait 14 églises, 8 bains publics et 153 bains privés, 6 grands entrepôts et 4388 grandes résidences.
Mais avec la peste de 542, la population commence à fléchir pour se concentrer sur la côte sud, près du Port de Julien, déclin qui continuera pour les deux siècles suivants,. Puis ce sont diverses forces extérieures qui priveront la capitale de pain et d’eau. En 641, la capitale est dans un tel état d’abandon que Constantin III (r. fév.-mai 641) songe sérieusement à l’abandonner pour aller s’établir à l’ouest. Constantin V (r. 741-775) fait venir dans la deuxième moitié du VIIIe siècle près de 6 000 personnes de Grèce, des Iles et d’Asie pour repeupler la ville et restaurer l’aqueduc principal.

La croissance de la population ne reprendra qu’au VIIIe siècle et ne cessera qu’au XIIe siècle. Les avis divergent sur l’importance de celle-ci au moment de la Quatrième Croisade. Le chroniqueur Villehardouin qui participa à la conquête de la ville parle de 400 000 habitants, estimation probablement élevée. Selon les données les plus pessimistes, elle aurait été dix fois moins nombreuse qu’au VIe siècle. C’est aussi une période qui se caractérise par l’installation de nombreux étrangers. Une communauté juive est déjà installée de longue date à Péra qui sera expulsée en 1044. Les marchands musulmans sont regroupés dans un caravansérail situé près du Néorion. Les Rus’ viennent régulièrement mais ne sont pas autorisés à demeurer dans la ville. Les Amalfitains, puis les Vénitiens, suivis des Génois et des Pisans obtiennent le droit de s’installer dès le Xe siècle,.

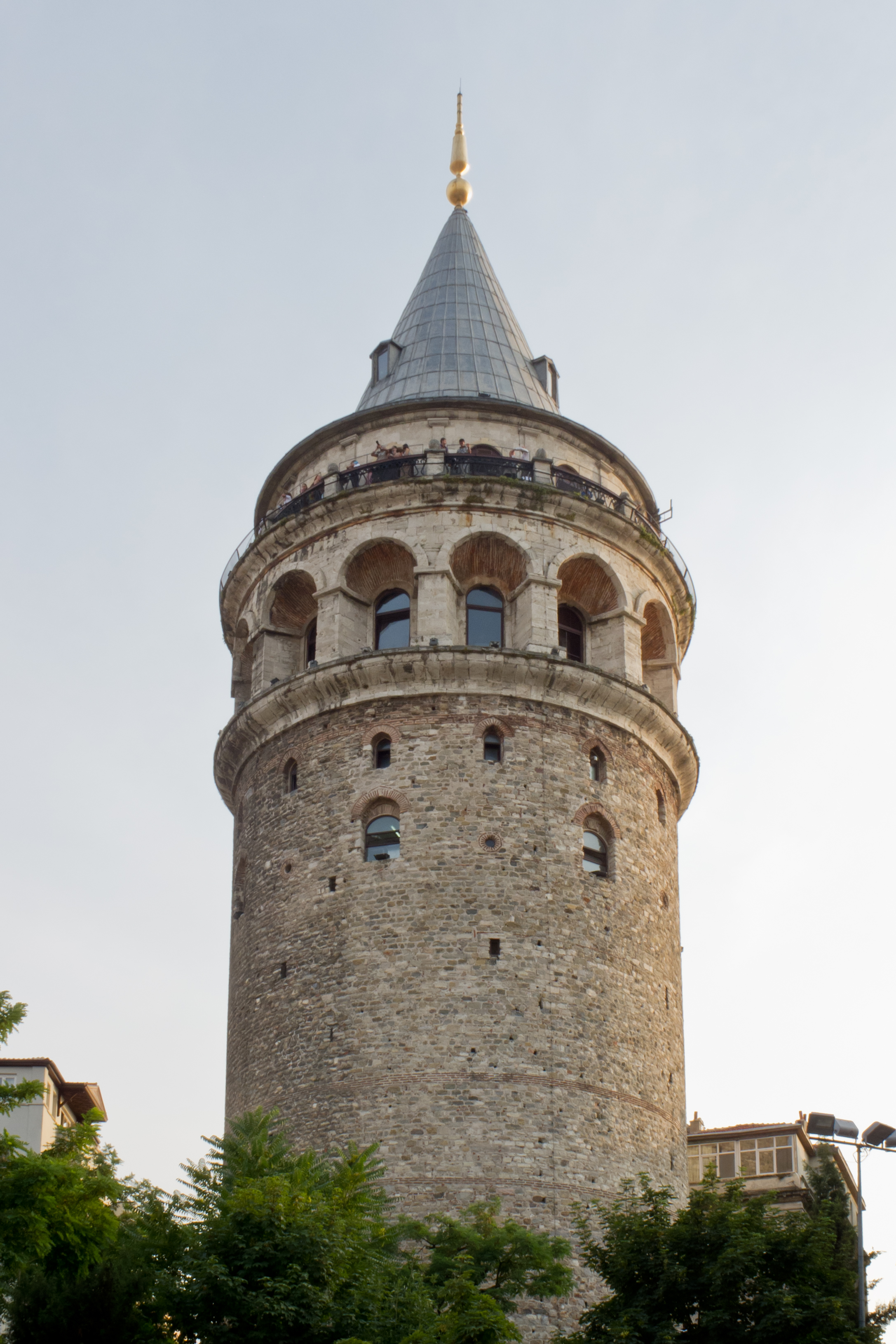
La tour de Galata qui marquait la frontière nord de la colonie génoise au XIV.

L’installation de ces marchands étrangers favorise aux XIe siècle et XIIe siècle l’essor des quartiers sur les rives de la Corne d’Or dans le sillage du développement des arsenaux impériaux. Des monastères et fondations s’y installent et offrent des bâtiments en location. De l’autre côté de la Corne d’Or, Péra se développe. Des estimations conservatives donnent le chiffre de 7 000 pour les seuls Latins installés à Constantinople.
Le désastreux incendie de 1203 qui dévasta surtout le sud et l’est de la ville, de la Corne d’Or à la mer de Marmara ainsi que l’occupation latine (1204-1261) devaient mettre une fin brutale à cette croissance. Au milieu du XIVe siècle, la décadence est déjà présente et les rapports de voyageurs étrangers comme Pedro Tafur, Bertrandion de la Broquière, ou Buondelmonti décrivent une ville en partie déserte par opposition au commerce actif de Galata, de l’autre côté de la Corne d’Or.
Michel VIII tenta de reconstruire les murailles ainsi que les symboles du pouvoir civil et religieux comme le palais des Blachernes et Sainte-Sophie ; l’aristocratie et les nouveaux hauts fonctionnaires comme Théodore Métochite multiplièrent monastères, bâtiments publics et églises, redonnant du travail aux artisans. La population vit revenir les nobles et hauts fonctionnaires d’exil, mais aussi une foule d’émigrés chassés d’Asie mineure du nord après la bataille de Bapheus (1302). Ce ne fut toutefois pas suffisant pour que la cité retrouve son antique splendeur. Le nombre total des nouveaux arrivants ne compensait pas les pertes et les champs cultivés occupaient une bonne partie de l’espace urbain. Les guerres civiles qui marquèrent cette période ne firent rien pour stimuler l’économie. Seuls le renforcement des murailles et les réparations des différents ports avaient priorité. À cela s’ajouta la terrible épidémie de peste qu’apportèrent en 1347 les bateaux génois en provenance de Crimée : en une année le tiers de la population mourut.
Lors de la conquête, la ville ne comptait plus qu’entre 40 000 et 70 000 habitants. Immédiatement après la conquête Mehmet II se mit en devoir de reconstruire et de repeupler la ville. Pour ce faire il fit venir des prisonniers de guerre musulmans, chrétiens et juifs capturés lors de ses nombreuses conquêtes. Les non-musulmans furent regroupés en « millets » ou nations selon leur religion. Il choisit un moine, Georges Scholarius pour diriger le millet grec, alors que les Arméniens furent placés sous la direction du patriarche grégorien et les Juifs sous celle du premier rabbin. Son programme de reconstruction comprenant mosquées, palais et le grand « marché couvert » (Kapali Çarşi) exigeait une main d’œuvre abondante. Le premier recensement fait en 1477 dans la seule population civile comptait 9 486 Turcs musulmans, 4 127 Grecs, 1 687 Juifs, 434 Arméniens 267 Génois et 332 autres Latins. La population de la ville avait ainsi pratiquement doublé en vingt ans.

### L’approvisionnement de la ville
Deux choses étaient essentielles à la survie de la ville : son ravitaillement en nourriture et son approvisionnement en eau.
Poursuivant ce qui s’était fait à Rome, Constantin commença sept jours après la dédicace de la ville la distribution gratuite de pain (l'annone romaine) à trois catégories de bénéficiaires : les citoyens pauvres (annona popularis), les fonctionnaires du palais (annona palatii) et la garde impériale (annona militaris). Produit à partir du blé de l’Égypte, le pain était ainsi prévu pour 80 000 personnes (peut-être un objectif plutôt qu’une réalité). Toute maison nouvellement bâtie y était admissible, droit qui se transmettait aux héritiers ou acheteurs. Après Constantin, ce service fut mis sous la responsabilité de l’éparque de la ville et était l’un de ses premiers soucis, un retard dans les livraisons pouvant se traduire par des émeutes qui, en 409, conduisirent à l’incendie de sa résidence, ce qui l’incita à créer un fonds perpétuel de 500 livres pour acheter du blé en cas de disette. Dès le VIe siècle, ces distributions commencèrent à être vues comme un privilège abusif et Justin II (r. 565-578) commencera à le taxer, taxe qui augmentera sous ses successeurs jusqu’à ce que la conquête de l’Égypte par les Arabes en 642 ne prive Constantinople de cette denrée.
Il ne semble pas cependant que cet arrêt de l’approvisionnement en provenance d’Égypte ait eu de graves conséquences. La population de Constantinople était alors en déclin et bientôt le blé d’Égypte sera remplacé par celui de Thrace, de Thessalie et du nord-ouest de l’Europe. Lorsque la population recommencera à croitre s’y ajoutera le blé en provenance de Bulgarie. Toutefois, l’annone a alors disparu et le blé se transige librement sur le marché, son prix demeurant relativement stable autour d'un nomisma pour douze modoi de 12,8 kilos. Par ailleurs, sous l’influence de l’aristocratie et de la fonction publique particulièrement nombreuse, le régime alimentaire des habitants commence à se diversifier : les légumes et fruits frais abondent dans les jardins de la capitale et les eaux du Bosphore procurent du poisson en abondance.

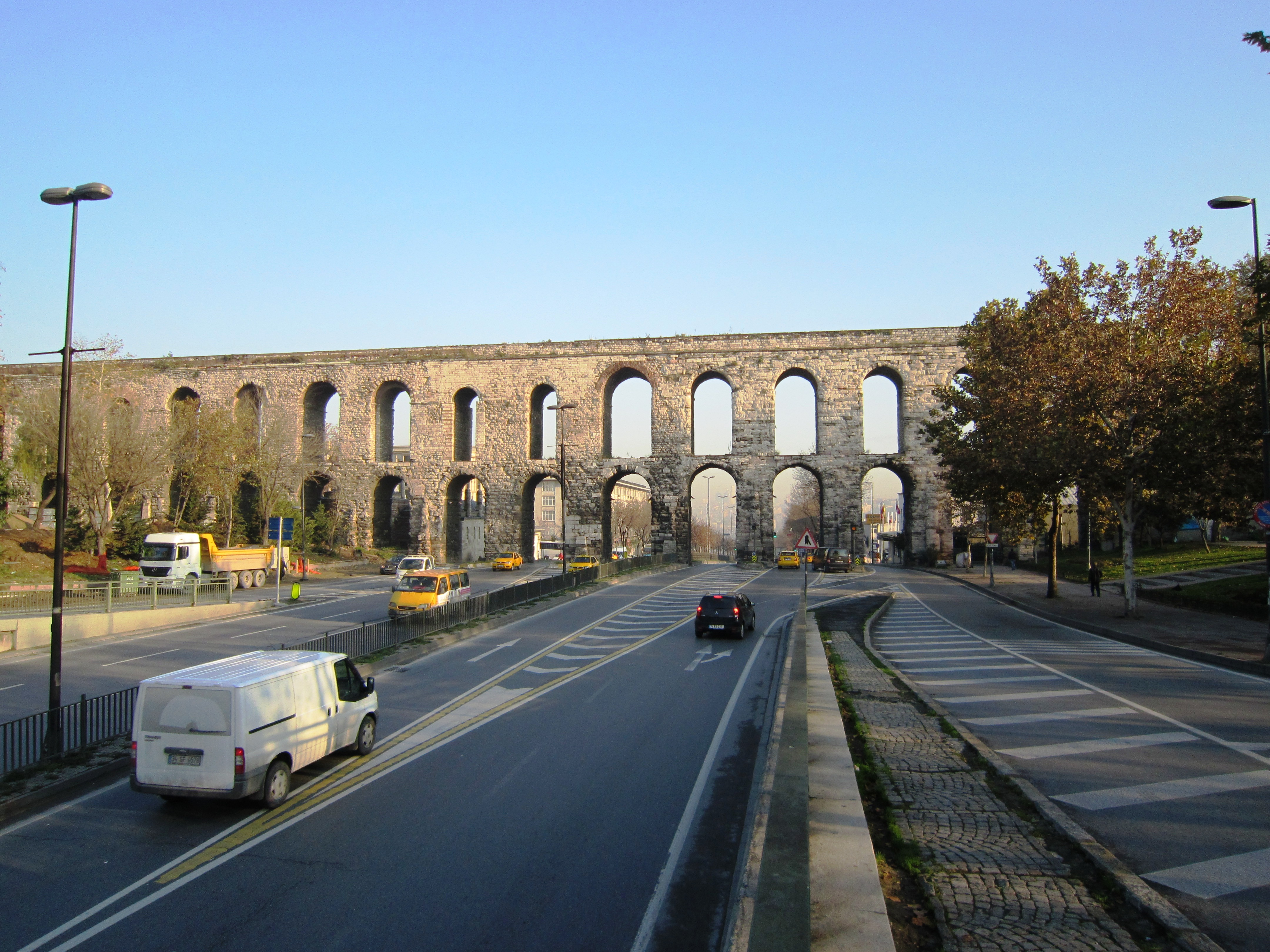
L’aqueduc de Valens vu du sud-ouest sur le boulevard Atatürk.

Dépourvue de rivières (sauf la faible Lykos), n’ayant que peu de sources et les eaux de pluie s’évaporant rapidement en été, Constantinople avait un besoin vital d’assurer son approvisionnement durant les périodes sèches et les sièges qu’elle eut à subir. Le premier à construire un aqueduc fut Hadrien (r. 117-138). Mieux connu sous le nom de son lointain successeur, Valens (r. 364-378), cet aqueduc apportait l’eau de Halkali à environ 15 km au sud-ouest de la cité et avait un débit journalier de 6 000 m3. Avec l’accroissement de la population, cela ne suffit bientôt plus et commencent après la grande sécheresse de 382 d’importants travaux pour construire une nouvelle section (Aquaeductus Theodosiacus) dont l’eau provenait de la région au nord-est de la ville, aujourd’hui connue sous le nom de forêt de Belgrade ; ce nouveau tronçon s’étendit progressivement jusqu’à la zone montagneuse située près de la frontière actuelle avec la Bulgarie.

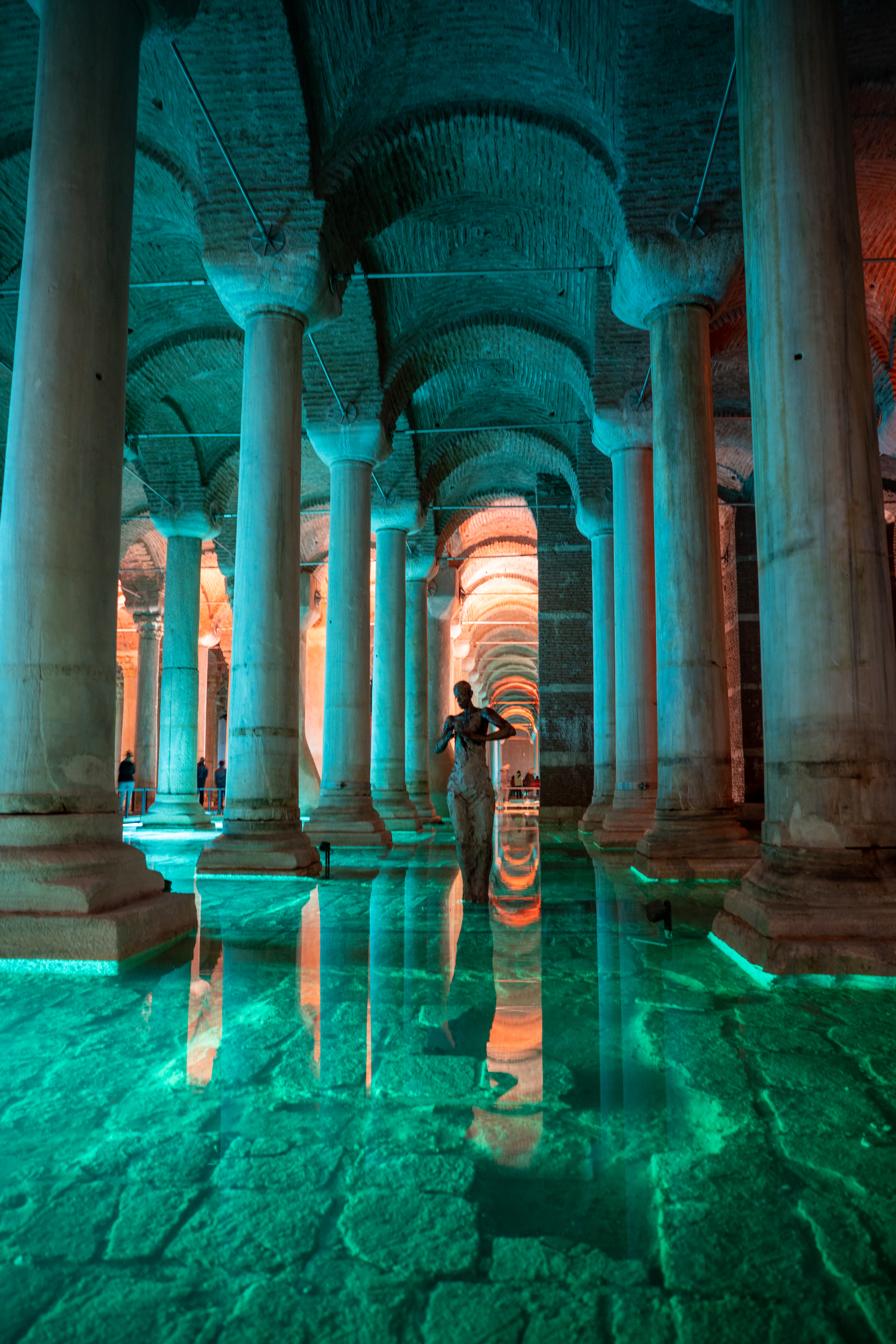
La citerne-basilique de Constantinople.

Le développement de la cour et de la haute fonction publique conduisit à la construction de palais et de thermes qui devaient également être alimentés en eau et Théodose II (r. 408-450) limita la distribution de l’eau de l’aqueduc au Nymphaeum, aux bains de Zeuxippe et au Grand Palais de Constantinople.
Toutefois, et comme le prouva le siège de Constantinople par les Avars en 636, l’approvisionnement par aqueduc pouvait facilement être interrompu. Aussi le réseau d’aqueducs fut complété entre la fin du IVe siècle et le début du VIIe siècle par trois énormes citernes à ciel ouvert (Aetius [421], Aspar [459] et Mocius [sous Athanase ?] d’une capacité totale de 900 000 m3, ainsi que de plus de quatre-vingts citernes couvertes dont la fameuse citerne-basilique et la citerne de Philoxenos (Binbirdirek) à l'ouest de l'hippodrome, d’une capacité approximative de 160 000 m3,.
Après la chute de Constantinople en 1453, le sultan Mehmet II (r. 1444-1446 ; 1451-1481) fit restaurer l’ensemble du réseau qui fut utilisé pour l’adduction d’eau aux palais Eskui Sarayi (le premier palais construit sur la IIIe colline) et le Topkapi Sarayi, connectant cet aqueduc à un nouveau tronçon venant du nord-est. Vers le milieu du XVIe siècle, Suleyman Ier (r. 1520-1566) fit reconstruire une partie des arcs de l’aqueduc de Valens et fit ajouter par l’architecte impérial Minar Sinan deux nouveaux tronçons venant de la forêt de Belgrade (Belgrad Ormam).

### Les ports

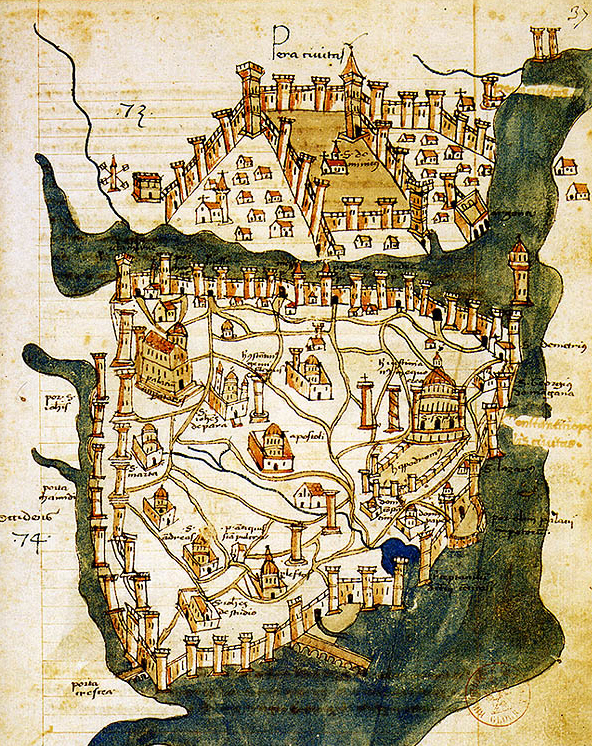
Carte de Constantinople établie vers 1420 par Cristoforo Buendelmonti. Le Kontoskalion y est clairement visible dans la partie centrale, à droite de l’hippodrome. Il est protégé de la mer par un môle semi-circulaire alors qu’un mur le sépare de la cité.

Sa position entre la mer Noire et la Méditerranée, la nécessité d’un ravitaillement en blé venant à la fois du Pont-Euxin et de l’Égypte par mer, la défense des détroits et l’établissement de douanes pour le commerce, tous ces facteurs donnaient aux ports de Constantinople une importance considérable.
La ville disposait de quatre ports principaux : deux sur la Corne d’Or, le Prospherion et le Neorion, et deux sur la mer de Marmara, le Port d’Éleuthérios connu par la suite sous le nom de Port de Théodose et le Port de Julien aussi appelé Nouveau Port ou Port de Sophie. S’y ajoutait le petit port qui desservait le palais de Boucoléon.
Le plus ancien était le Prosphorion, construit à l’époque où la ville était encore la colonie grecque de Byzance. Il était situé sur la Corne d’Or à la fin de la pente nord-ouest de la première colline de la ville. Il fut agrandi après la première reconstruction de la ville sous Septime Sévère et fut appelé après la fondation de Constantinople « port fermé ». Sa vocation était uniquement commerciale. On y vendait les produits de la mer jusqu’à ce que Justinien Ier transfère ce marché vers le port Kontoskalion sur la mer de Marmara. Il devint ensuite un port d’importation pour les produits du Bosphore, de la mer Noire et d’Asie. Quatre des grands entrepôts (horrea) de la ville étaient situés près de ce port. Toutefois, il était sujet à l’ensablement et à partir des Paléologues il ne servit plus que de débarcadère lorsque l’empereur se déplaçait du palais des Blachernes pour aller à Hagia Sophia. Après la chute de Constantinople, il devint partie de l’espace protégé par les murs du palais de Topkapi.
Le deuxième port, également sur la Corne d’Or, fut le Neorion. Construit lors de la fondation de la ville par Constantin Ier, il demeura en activité jusqu’à la fin de l’Empire ottoman,. Il avait une double vocation servant à la fois au commerce et à la construction navale. L’activité principale étant le commerce, le port était entouré de grands entrepôts Son importance s’accrut avec l’établissement des colonies amalfitaines, vénitiennes et génoises. Il perdit quelque peu de son importance lorsque les Génois déménagèrent à Galata, mais la retrouva après la conquête ottomane et la conserva tout au long de l’Empire ottoman.
Les deux autres ports étaient situés sur la mer de Marmara et furent construits pour désengorger les ports du nord tout en facilitant l’accès à la Mesē et aux grands forums où se situait l’activité commerciale. Le port d’Éleuthérios, connu par la suite sous le nom de port de Théodose qui l’aurait fait ériger au IVe siècle, était destiné à faciliter l’approvisionnement de la ville; c’est là qu’arrivaient les céréales d’Égypte ainsi que divers objets utilitaires. Son importance stratégique fit qu’il se vit protégé par un mur construit sur la mer et Constantin IV (r. 668-685) y stationna de nombreux dromons équipés de lance-flammes. Il fut encore renforcé sous les Paléologues, mais s’ensablant facilement, il vit son trafic diminuer considérablement si bien qu’au début du XVIe siècle, complètement comblé, il ne servait plus que de jardin maraîcher arrosé par de nombreux étangs qui furent à leur tour comblés avec la terre déplacée lors de la construction de la mosquée Lâleli sous Mustapha III.
Situé à l’est du port d’Éleuthérios, le Kontoskalion, aussi connu sous le nom de port de Julien, de Nouveau Port ou de port de Sophia, pendant la période byzantine, et de port des Galères à l’époque ottomane, était déjà utilisé comme débarcadère à l’époque de Constantin Ier. D’abord port commercial, il se vit ajouter au VIe siècle une vocation militaire, devenant l’une des bases de la flotte impériale, fonction qu’il conserva jusqu’à la fin. Après la conquête de la ville, Mehmet II fit fortifier le port renommé Kadirga Limani (litt : port des galères) en y ajoutant plusieurs tours de garde. Cependant la construction commencée en 1515 d’un nouvel arsenal sur la Corne d’Or, mieux abrité des tempêtes, ainsi que le développement rapide de la flotte ottomane contribua à son abandon progressif.

### La Mesē et les grands forums

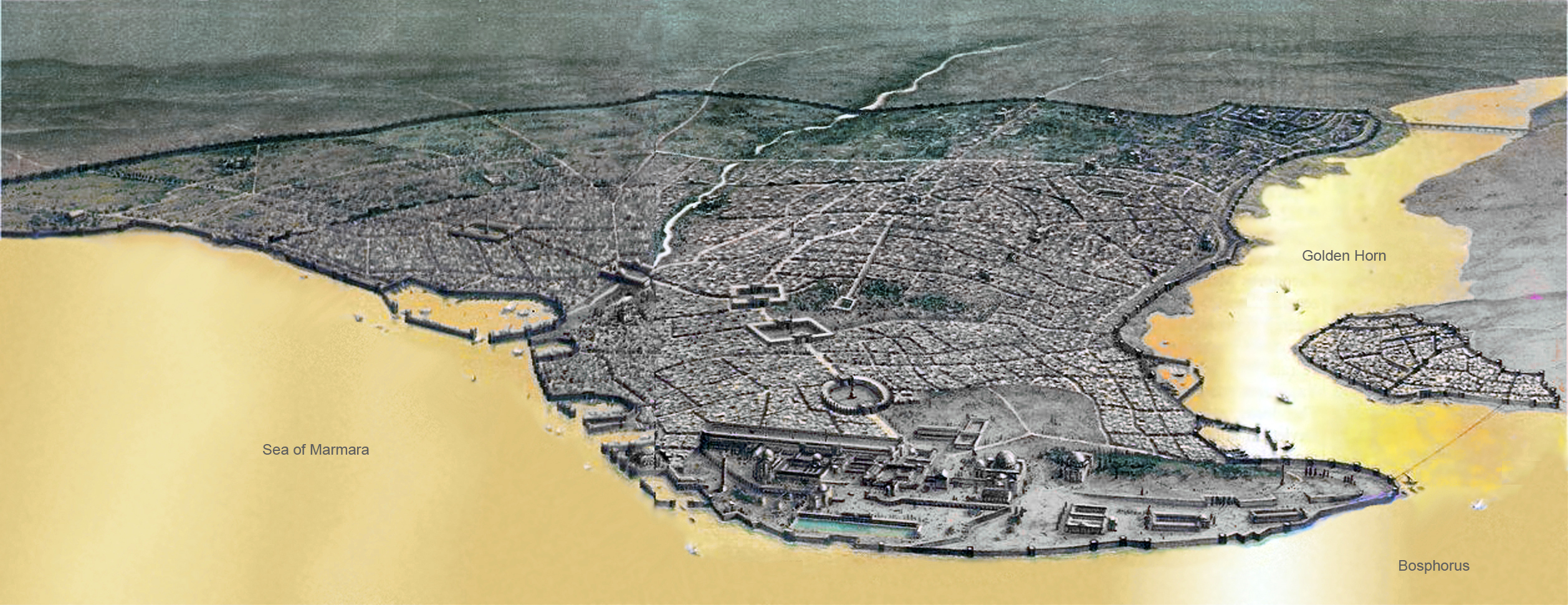
Reconstitution aérienne de Constantinople. Au premier plan le Grand Palais et l'Hippodrome, suivis de la Mese avec les différents forums.

Le cœur de la vie commerciale de Constantinople était la Mesē (ἡ Μέση [Ὀδός], littéralement le « chemin du milieu ») et les grands forums qu’elle reliait.
Avant même la fondation de Constantinople, la Mesē constituait dans la ville rebâtie par Septime Sévère la fin de la Via Egnatia, la voie qui, à travers la Grèce, reliait Byzance à Rome. Elle fit partie des plans de Constantin pour sa nouvelle capitale en tant que principale artère commerciale et triomphale de la ville. De son point de départ, le Milion, à l’angle nord de la place Hagia Sophia jusqu’au mur de Constantin, la Mesē avait environ 25 mètres de largeur et était bordée sur chacun de ses deux côtés de portiques ou stoa (ἡ στοά) construits par Eubulus, l’un des sénateurs qui avaient accompagné Constantin à son départ de Rome. Traversant le quartier impérial où étaient situés l’Hippodrome, les palais de Lausos et d’Antiochos, elle atteignait après environ 600 mètres le premier des quatre grands forums, celui de Constantin, devant lequel était situé un des deux édifices du Sénat. Cette section était connue sous le nom de Voie Royale (en grec : ἡ Ῥηγία) parce qu’elle formait la route de cérémonie des processions allant du Grand Palais et de l’Augustaion vers le forum de Constantin.
À partir de là, elle prenait sa véritable fonction commerciale. Entre le forum de Constantin et le forum de Théodose, le plus grand des forums autrefois appelé forum Tauri, se trouvait l’embranchement avec la deuxième artère commerciale de la ville, l’avenue Makros Embolos (litt : rue de la longue colonnade), qui partait du Konstoskalion sur la mer de Marmara pour se diriger vers les ports et centres commerciaux de la Corne d’Or. À l’embranchement se trouvait un tétrapylon appelé Anemodulion (litt : Serviteur des Vents).
Peu après une place appelée Philadelphion, la Mesē se divisait en deux branches, l’une se dirigeant vers le nord-ouest parallèlement à la Corne d’Or, l’autre vers le sud-ouest et la Porte d’Or. Peu après cet embranchement, sur le tronçon sud-ouest, se trouvait l’Amastrium dont l’emplacement précis est inconnu mais qui était le site du marché aux chevaux et au bétail de la ville. On y trouvait également un monument appelé Modion (en grec : Μόδιον). Cet édifice abritait un exemplaire d’argent du « modius », la plus volumineuse unité de mesure romaine pour marchandise sèche utilisée surtout dans le commerce des céréales. Cette place avait été choisie pour y mettre ce monument, car elle était à proximité des dépôts de blé dits « égyptien » et « de Théodose », tous deux situés à proximité du port d’Éleuthérios. Sur la façade de ce monument on pouvait voir deux mains humaines en bronze fichées sur des lances servant à prévenir les marchands de blé de ne pas utiliser de fausses mesures, les coupables voyant leur main droite amputée.
De là la route passait par le forum du Bœuf (forum Bovi) incendié très tôt et servant par la suite de lieu d’exécution et le forum d’Arcadius qui fut transformé après la conquête de 1453 en bazar avec maisons de bois, appelé Avrat Pazari ou bazar des femmes.

### Le commerce

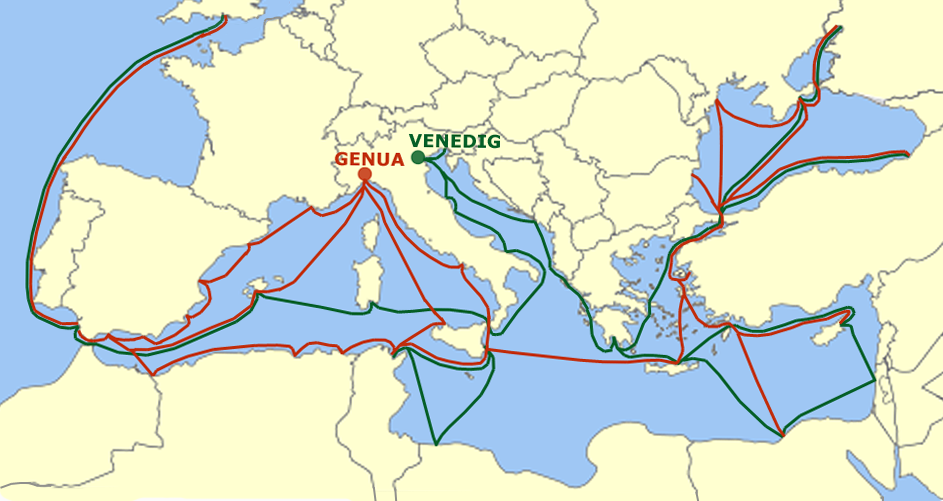
Une lutte sans merci opposera Venise et Gênes pour le contrôle des routes commerciales en Méditerranée.

Les hauts et les bas de l’économie byzantine, les guerres d’expansion de même que les invasions modifieront le volume et les destinations du commerce de Constantinople, laquelle disposera pendant plusieurs siècles de la suprématie en Méditerranée. Quatre facteurs principaux furent à l’origine de ces modifications : les conquêtes arabes à partir du VIIe siècle, l’établissement des Rus’ à Constantinople au Xe siècle, la progression du commerce des républiques italiennes au  XIe siècle, ainsi que la prise de Constantinople par les croisés au XIIIe siècle.
La création d’une flotte par le calife omeyyade Muʿāwiya Ier (661-680) marqua la fin de cette suprématie en Méditerranée. Commença alors une période difficile de protectionnisme économique pendant laquelle Constantinople dut interdire l’exportation de matériaux stratégiques pendant que ses marchands devaient trouver de nouvelles routes pour l’importation de la soie, les routes traditionnelles étant maintenant aux mains des Arabes, dont les grandes capitales comme Bagdad et Cordoue se mirent à rivaliser avec Constantinople.
Parmi ces nouvelles routes se trouvait celle qui conduisait « des Varègues aux Grecs ». Les ports de Crimée comme Cherson prirent alors une importance nouvelle. Deux grands courants commerciaux se développèrent, l’un dirigé vers la Baltique et les pays scandinaves, l’autre vers la mer Noire et la Caspienne. Les Rus’ construisirent le long de ces voies des entrepôts et établirent un comptoir à Constantinople qui se développera au rythme de différents traités dont le premier sera signé entre Oleg et Léon VI (r. 886-912) en 911.
Entre 1050 et 1150, le commerce byzantin, ébranlé par une grave crise financière, passa progressivement aux mains des Amalfitains, Vénitiens et Pisans présents dans les villes maritimes de l’Adriatique et de la mer Tyrrhénienne depuis des siècles. Alexis Ier (r. 1081-1118) devra en 1082 accorder aux Vénitiens d’importants privilèges commerciaux (réduction des taxes sur les importations, quartier autonome à Constantinople, places privilégiées à l’hippodrome et à Sainte-Sophie). Ces privilèges affaiblissaient cependant la bourgeoisie commerçante byzantine, laquelle devait cependant défrayer une bonne partie des dépenses militaires de l’empereur. Pour neutraliser Venise, les empereurs étendront ces privilèges aux Pisans, Génois et Ancônais, ce qui ne fera qu’aggraver le problème.
Finalement, la chute de Constantinople aux mains des Latins en 1204 marquera la fin de la ville comme puissance commerciale. La création des États francs en Syrie et le développement de leurs ports firent en sorte que le commerce des Indes et de la Chine aboutit dans ces ports où les produits étaient dorénavant transportés en Occident par des bateaux italiens.

## Défense

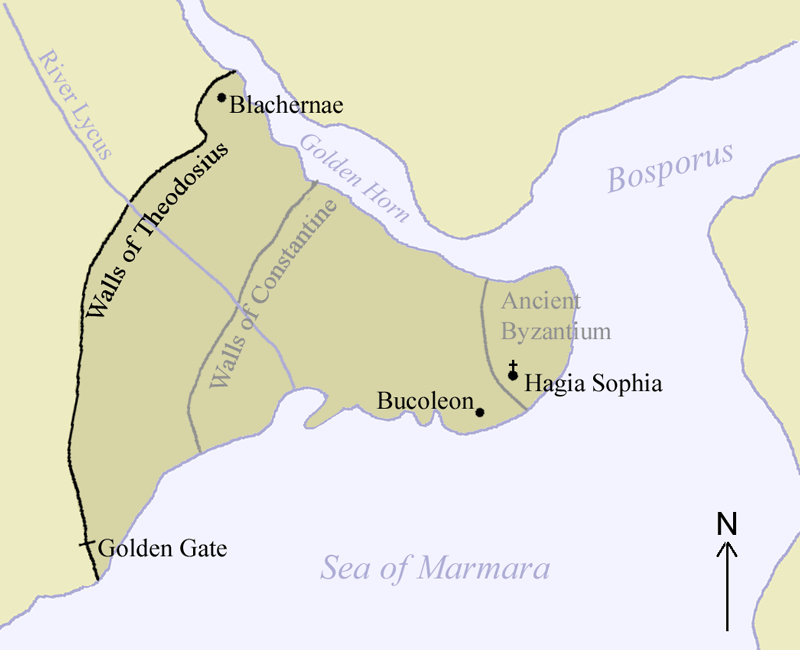
Les trois enceintes de Constantinople (479 av. J.-C., 324 ap. J.-C., 404-405)

Située sur une péninsule, Constantinople devra résister aux assauts des envahisseurs arrivant tant par mer que par terre. Sur terre, trois séries de murs furent successivement construits; le premier après la reconstruction de la ville par le général spartiate Pausanias en 479 av. J.-C., le deuxième commencé par Constantin Ier et achevé par son fils, et le troisième sous le règne de l’empereur Théodose qui lui donnera son nom. Une autre série de remparts, une chaine gigantesque et une flotte dans les ports protégeront la ville du côté de la mer.

### Défense terrestre: les murailles

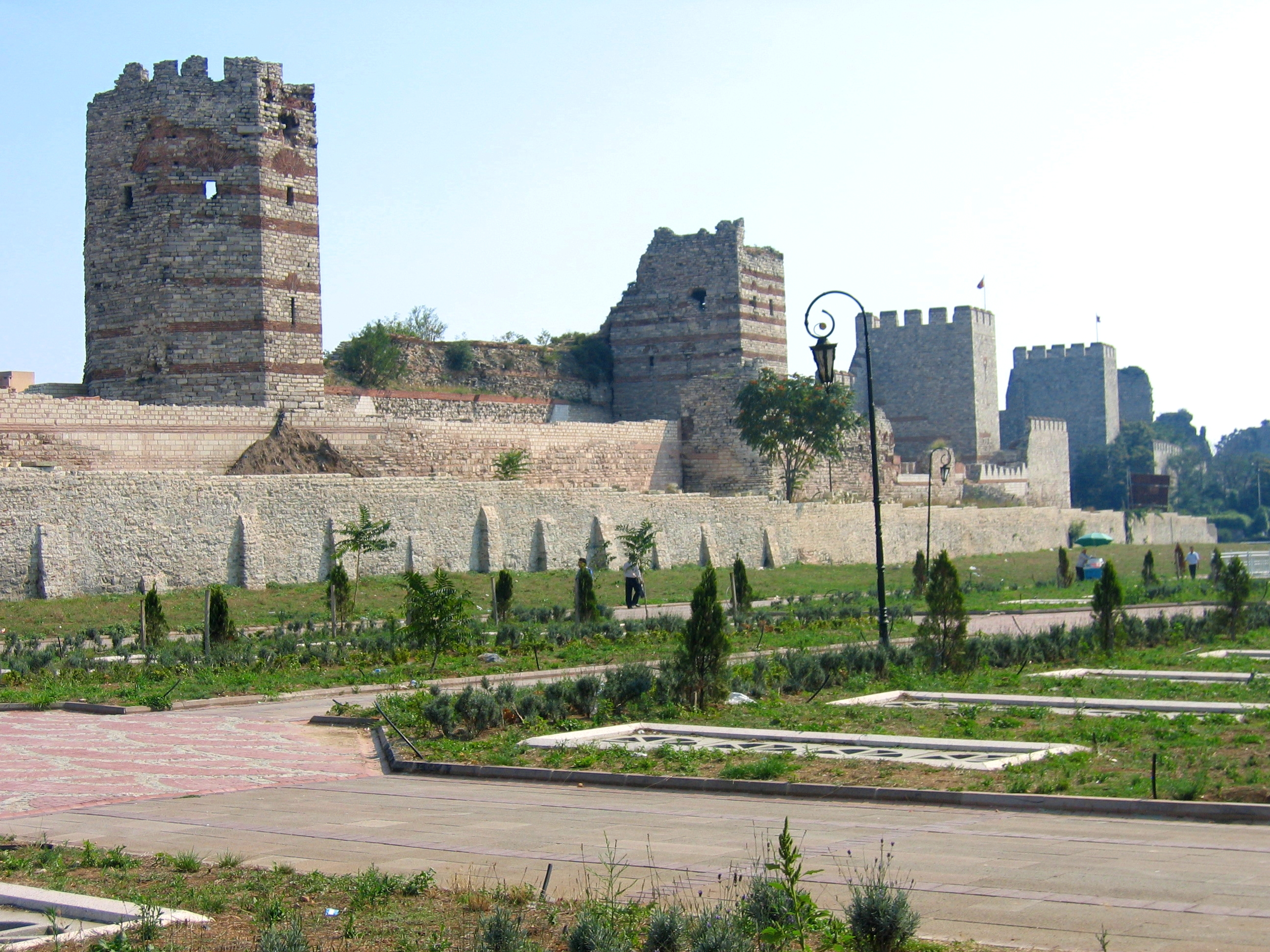
Vestiges du mur de Théodose.

Selon la Patria de Constantinople, l’antique Byzance était déjà entourée par un mur encerclant l’acropole, protégé par 27 tours. Ce premier mur fut détruit lors de la prise de la ville par Septime Sévère en 196 mais reconstruit par celui-ci une fois devenu empereur à quelque 300/400 mètres de l’ancien mur.
Constantin Ier voudra protéger sa nouvelle capitale en construisant un nouveau mur de 2,8 km (15 stades) à l'ouest de la précédente muraille sévérienne et allant de la Propontide (mer de Marmara) à la Corne d’Or. Il consistait en une seule muraille, renforcée de tours à distance régulière; sa construction commença en 324 et fut achevée par son fils Constance II (r. 337-361),. Commençant à la Corne d'Or, près du pont Atatürk moderne, il passait entre les IVe et Ve collines, pour aboutir sur la côte de la Propontide, quelque part entre les futures portes de Saint-Émilien et Psamathos.

Le mur d'Anastase reliant la mer de Marmara à la mer Noire.

Très rapidement toutefois, Constantinople s’agrandit au-delà de ce mur pour poursuivre dès le début du Ve siècle, son extension dans la zone extra muros connue sous le nom d'Exokionion. Il devenait également nécessaire de protéger les nouvelles citernes à ciel ouvert qui assuraient l’approvisionnement de la ville en eau. Sous le règne de l'empereur Arcadius (r. 395-408) commence alors en 404-405 la construction d’un nouveau mur, à deux kilomètres à l’ouest de l’ancienne enceinte de Constantin, lequel décrit un arc de cercle de 6 km de long, d’une hauteur de 11 mètres il est doté de tours de garde à tous les 70 à 75 mètres. Son parcours nord sera modifié par la suite pour protéger le quartier et le palais des Blachernes,. En 447, un séisme de forte puissance détruisit une grande partie du mur, dont 57 tours, à un moment où Constantinople était menacée par les troupes d’Attila. Le nouvel empereur Théodose II ordonna alors de réparer le mur qui gardera son nom (en grec : τείχος Θεοδοσιακόν); les chroniques suggèrent que c'est à ce moment que furent ajoutés les murs extérieurs ainsi qu'un vaste fossé extérieur, mais ce point est sujet à caution.
Ultime précaution : un mur de 3,30 mètres de largeur et de plus de 5 mètres de haut fut édifié à 65 kilomètres de Constantinople. Construit au Ve siècle en Thrace, le Long Mur ou mur d’Anastase reliait la mer de Marmara à la mer Noire. Son efficacité fut toutefois limitée en raison même de son étendue qui en rendait difficile la défense par une garnison limitée. Il fut abandonné au VIIIe siècle après que les barbares l’eurent franchi à maintes reprises.
Les nombreux séismes qui affectèrent la ville (447, 740, 989 entre autres) obligeront à des réparations fréquentes de ses murailles et un haut-fonctionnaire sera spécialement chargé de leur entretien : le domestique ou comte des remparts (en grec : (Δομέστικος/Κόμης τῶν τειχέων). Lourdement endommagés lors de la prise de Constantinople en 1204, les murs se délabreront progressivement et les ressources manqueront pour assurer leur entretien après la reconquête en 1261.

### Défense maritime: le rempart

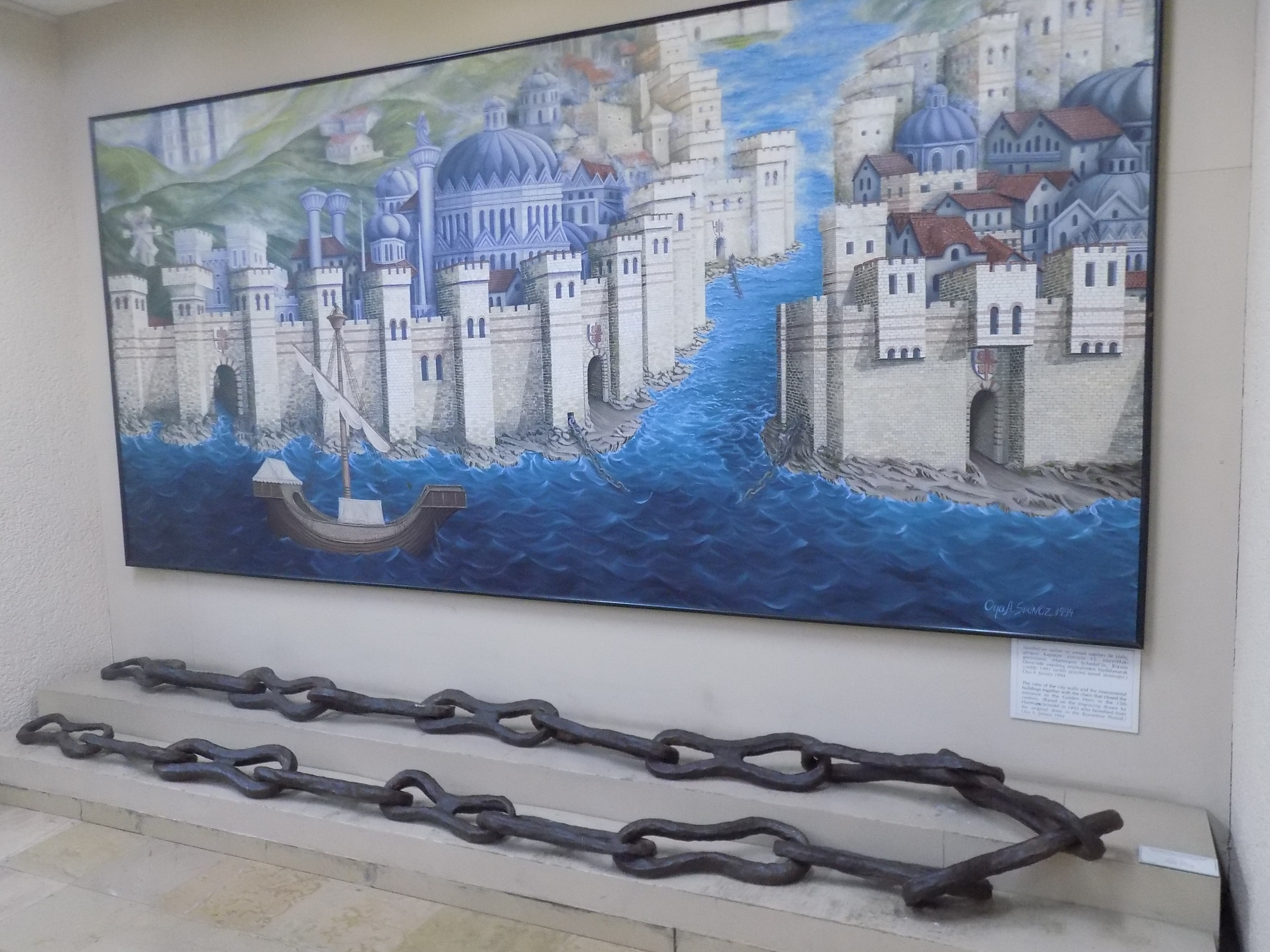
La chaîne qui fermait l’entrée de la Corne d’Or en 1453 telle qu’exposée au Musée archéologique d’Istanbul).

Une autre série de remparts (en grec : τείχη παράλια), maritimes ceux-là mais similaires au mur de Théodose quoique de construction plus simple, protégeait Constantinople du côté de la mer, tant sur la Corne d’Or que sur la mer de Marmara.
Le mur faisant face à la Corne d'Or où circulait la majeure partie du trafic maritime lors des derniers siècles de l'empire s'étendait sur une longueur totale de 5,6 kilomètres du cap de Saint-Démétrius aux Blachernes où il rejoignait les murailles terrestres. Il était construit à une certaine distance du rivage et mesurait à peu près 10 mètres de hauteur. Le rivage nord de la cité étant la zone la plus cosmopolite de Constantinople, c’était aussi un centre commercial important comprenant les quartiers réservés aux étrangers où certaines communautés avaient leurs jetées propres. Sur la Propontide, le rempart était construit presque sur la rive, sauf là où il protégeait des ports. Les murs y avaient une hauteur de 12 à 15 mètres et comprenaient 13 portes et 188 tours pour une longueur totale de 8,46 kilomètres avec 1,08 kilomètre supplémentaire formant l'enceinte intérieure du port d’Éleuthérios.
Ces remparts durent être restaurés à de nombreuses reprises, notamment après la conquête de la Syrie et de l’Égypte par les Arabes sous Tibère III (r. 698–705) ou Anastase II (r. 713–715), après la conquête de la Crète par les Sarrazins sous Michel II (r. 820–829) et son successeur Théophile (r. 829–842). Instruit par l’expérience désastreuse de 1204, Michel VIII s’empressera de les faire renforcer et rehausser après la reconquête en 1261.
Sur la Corne d’Or, l’approche des murs était interdit par une imposante chaîne reposant sur des tonneaux flottants mise en place sous l’empereur Léon III (r. 717-741), laquelle bloquait l’entrée de l’anse et dont une des extrémités était fixée à la tour Eugenius dans l’actuel quartier de Sirkeci et l’autre à la tour du Kastellion à Galata. Sur les rives de la Propontide, les forts courants qui rendaient une attaque impossible servaient de défense. Selon Villehardouin ce fut la raison pour laquelle les croisés de la Quatrième Croisade n’attaquèrent pas la ville de ce côté. En même temps, il fallait protéger les remparts contre la mer elle-même en construisant des brise-lames à leur base et des blocs de marbre étaient utilisés comme joints à la base des murs pour renforcer leur structure.

### Protection militaire
Bien à l’abri de ces fortifications jusqu’à l’arrivée en Europe de la poudre à canon, la ville ne disposa jamais d’une importante garnison. Les craintes des empereurs et de la population quant à une présence importante de soldats dans la ville, source potentielle de soulèvements et fardeau financier considérable, contribuaient à en réduire la taille au maximum. Les gardes impériales et le guet de la cité (le predatoura ou kerketon) dirigé par le préfet urbain étaient les seules forces armées permanentes disponibles dans la ville. En cas de menace les armées de campagne des provinces étaient appelées à la rescousse avant que les ennemis n'atteignent la ville. Si besoin était, comme lors du séisme de 447 ou des raids des Avars au début du VIIe siècle, les membres des corporations et des factions de l'Hippodrome était recrutés et armés.
En outre, entre le mur d’Anastase et celui de Constantinople existait une série de petites localités qui participaient au système défensif de la ville comme Selymbria, Rhegion ou la grande banlieue d’Hebdomon où étaient situés des campements militaires importants. Au-delà du mur d'Anastase, les villes d'Arcadiopolis et Bizye couvraient les approches nord de la ville dont elles formaient la défense extérieure, servant à rassembler les forces devant s'opposer aux invasions ou au moins à en retarder l'approche pour donner à Constantinople le temps de rassembler ses défenseurs. En Asie mineure, les villes de Nicée et de Nicomédie avec le camp militaire de Malagina jouaient un rôle similaire.

## Capitale religieuse de l’empire

Haghia Sophia, la « Grande église » pour les Byzantins, consacrée à Sainte Sophie, basilique dédiée à la « Sainte Sagesse » de Dieu, mosquée de 1454 à 1934, musée entre 1934 et 2020 et à nouveau mosquée depuis.

Constantinople n’était pas seulement la capitale politique de l’empire, mais aussi sa capitale religieuse. Pour les Byzantins, l’État et l’Église, respectivement gouvernés par l’empereur et le patriarche, constituaient deux pouvoirs complémentaires et indissociables, le premier ayant charge du temporel, le second du spirituel ; de l’harmonie entre les deux découlait la prospérité de l’empire.
L’empereur jouait un rôle dans les affaires de l’Église, notamment en choisissant le patriarche sur une liste de trois noms qui lui était présentée par les métropolites. Le souverain intronisait le patriarche, privilège dont hériteront les sultans ottomans après la conquête. L’intronisation se faisait au palais impérial, l’empereur reprenant la formule consacrée : « La grâce divine ainsi que notre pouvoir qui en découle, promeut le très pieux […] comme patriarche de Constantinople » ». Le dimanche suivant, le patriarche était consacré dans Haghia Sophia par l’évêque d’Héraclée pontique en présence de l’empereur. De son côté, le patriarche joue également un rôle dans les affaires de l'État et son influence peut, surtout en situation de crise, s’avérer considérable. Non seulement revenait-il au patriarche de couronner l’empereur, mais il devait s’assurer de son orthodoxie en lui lui demandant une profession de foi préalable. Outre son rôle de guide spirituel de la famille impériale, le patriarche faisait partie du conseil de régence en cas d’avènement d’un empereur mineur, et quelquefois il présidait ce conseil comme le fit le premier tuteur de Constantin VII Porphyrogénète, Nicolas le Mystique (patriarche de 901 à 907 et de 912 à 925). Certains patriarches comme Photios (patriarche 865 à 867 et de 877 à 886) n’hésitèrent pas à donner des conseils, voire à adresser des remontrances directement aux hauts fonctionnaires de la cour, sans passer par l’empereur. Michel Cérulaire (patriarche de 1043 à 1058) s’opposera fermement à la politique de Constantin IX (empereur de 1042 à 1055) qui voulait faire alliance avec la Papauté contre les Normands de Sicile,.
Au cours des siècles, il y eut des patriarches qui se soumirent de bon gré à la volonté impériale comme Nicolas Grammatikos (patriarche de 1084 à 111) face à Alexis Ier. Mais lorsque l’un des deux ou les deux étaient de fortes personnalités, les conflits pouvaient éclater au grand jour. Ce fut le cas par exemple entre Léon VI (empereur de 886 à 912) et le patriarche Antoine II Cauléas (patriarche de 893 à 901) concernant le troisième mariage de l’empereur, ; dans d’autres occasions, plus rares, l’empereur dut retenir un trop bouillant patriarche comme ce fut le cas de Constantin IX et du patriarche Michel Cérulaire ; un peu plus tard, ce dernier défiera même Isaac Comnène (empereur de 1057 à 1059) en chaussant les bottines pourpres impériales, pour lui rappeler qu’il lui devait le pouvoir,.
La puissance du patriarche découlait d’abord de l’étendue de sa juridiction, qui, de Constantinople, s’étendait sur trois énormes diocèses civils : « Pont », « Asie » et « Thrace » couvrant alors toute l’Anatolie et toute l’Europe du Sud-Est, totalisant 28 provinces civiles et 30 ecclésiastiques, soit, à l’époque d’Héraclius, 455 sièges épiscopaux,,. Pour diriger cette Église, le patriarche disposait d’une importante structure administrative et d’un « synode permanent » (synodos endèmousa) formé des évêques résidant en permanence dans la capitale.

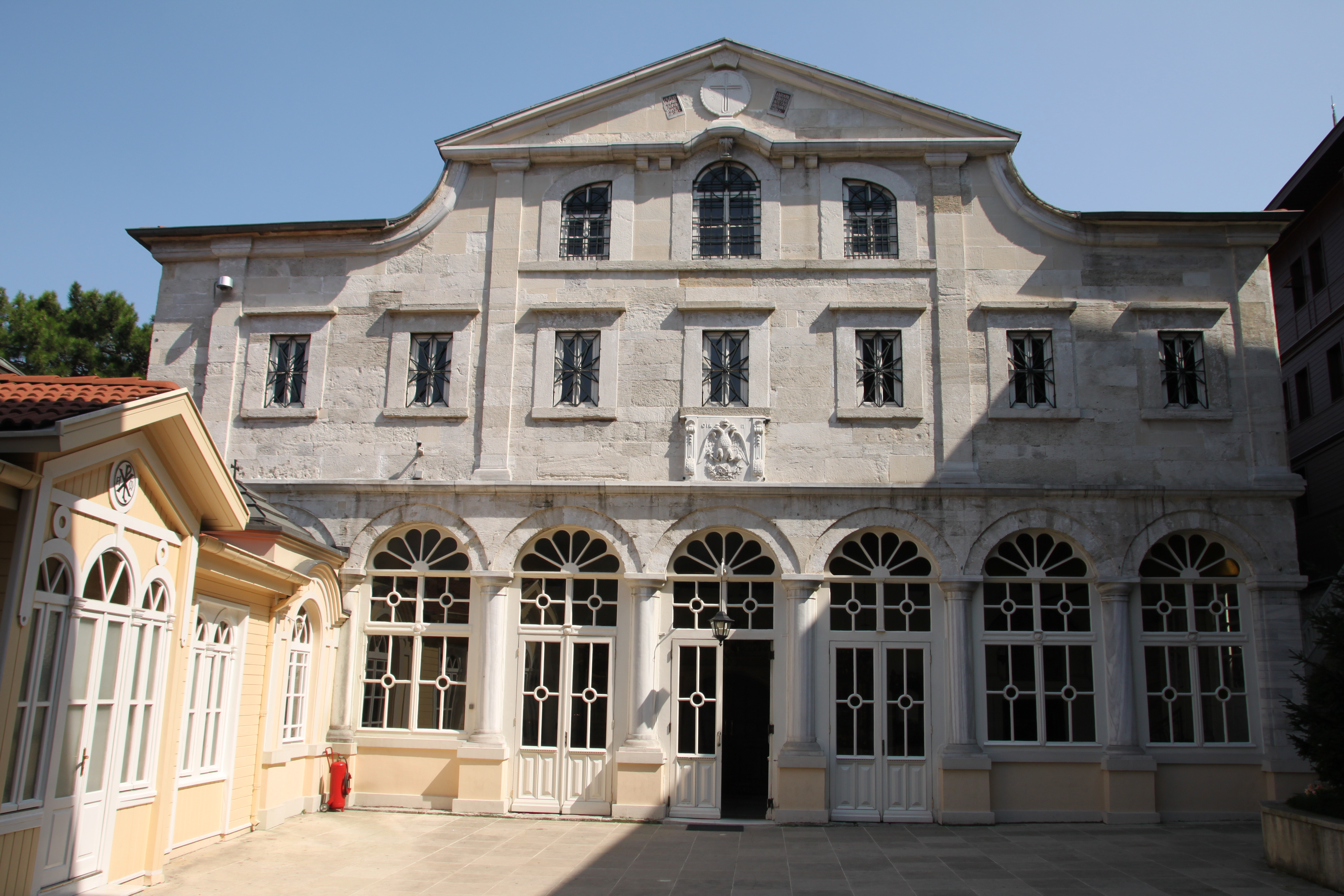
L’église Saint-Georges du Phanar, actuel siège du Patriarcat œcuménique de Constantinople, dernier lieu de Constantinople où l'aigle bicéphale romaine d'orient est encore officiellement arborée, comme symbole de l'église orthodoxe.

L’administration du patriarcat se confondait avec celle de Haghia Sophia, le palais patriarcal (Patriarchéion) communiquant du reste avec la cathédrale. Le Patriarchéion abritait de nombreux bureaux, des tribunaux ecclésiastiques et pouvait accueillir des synodes et de grandes réceptions. Justinien limita le nombre du personnel d’Haghia Sophia à 525 clercs, mais il atteindra 600 sous Héraclius,. Aidé de grands dignitaires, le patriarche dirigeait une Église composée de deux strates distinctes. Au sommet de la pyramide se trouvait le haut clergé, composé des métropolites, des évêques venant sous la juridiction de ces métropolites (évêques suffragants) et des archevêques autocéphales résidant dans une grande ville et ne dépendant que du patriarche. Au Xe siècle, il existait 57 métropoles, 49 archevêchés et 514 évêchés.
Au bas de la pyramide se trouvait le clergé composé des prêtres réguliers qui desservaient les diverses églises (et qui, pouvant être mariés, formaient parfois des dynasties de prêtres) et les moines, regroupés dans des monastères dont les plus célèbres sont sans doute ceux du Mont Athos et le monastère du Stoudion de Constantinople. Contrairement à ceux d’Occident, les moines orthodoxes, s’ils vivaient dans un monastère, ne lui étaient pas nécessairement attachés ; nombre d’entre eux voyageaient d’un monastère à l’autre, prêchant dans les villes et les campagnes en soulevant souvent les foules : ils jouèrent un rôle politique important dans l’histoire de l’empire, notamment pendant les crises successives de l’iconoclasme et de l’hésychasme.
Les Juifs byzantins héritiers du judaïsme hellénistique et pratiquant le Talmud de Jérusalem, avaient pour leur part un grand-rabbinat à Constantinople (même s’il y en a eu d’autres à Ioannina, Salonique, Antioche et Jérusalem) que les Ottomans appelleront par la suite Hakham-bachi (de l’hébreu hakham « sage » et du turc baş « tête »), sauf entre 1204 et 1262 en raison de l’instauration de l’Empire latin de Constantinople.